# Guerra anfibia

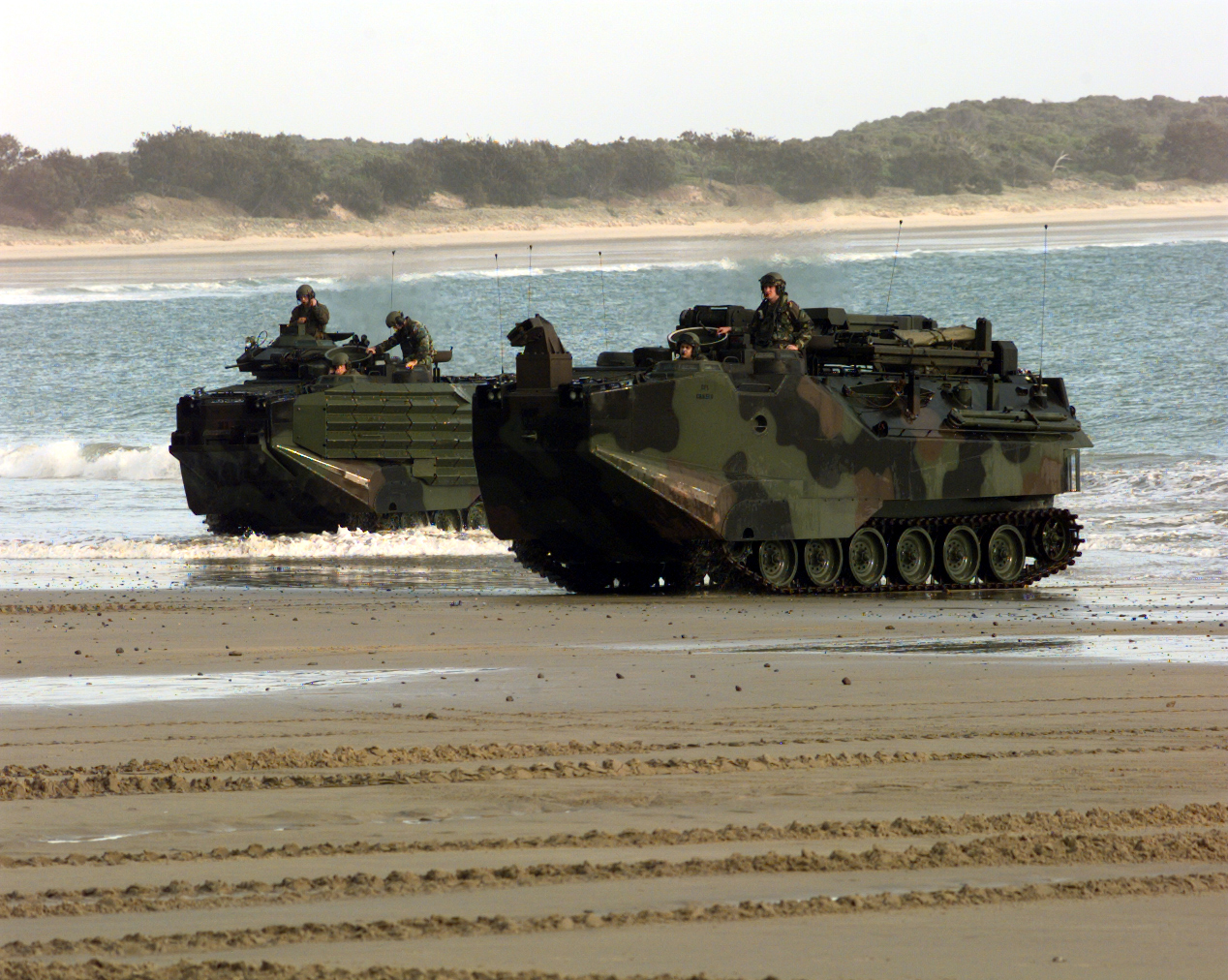
Due AAV7 dell'USMC escono dall'acqua a Freshwater Bay, Australia.

La guerra anfibia è un tipo di operazione militare offensiva che usa navi militari per proiettare potenza terrestre ed aerea su una zona di sbarco ostile o potenzialmente tale.
Storicamente queste operazioni erano condotte principalmente tramite le imbarcazioni di servizio delle navi da guerra. A partire dalla campagna di Gallipoli iniziarono ad essere impiegati natanti specificatamente progettati per lo sbarco di truppe, materiali e veicoli, come i mezzi da sbarco, e per l'infiltrazione di commando, quali pattugliatori, gommoni a chiglia rigida e sommergibili tascabili. Il termine "anfibio" fece la sua comparsa negli Stati Uniti negli anni trenta dopo la comparsa dei primi LVT. Ai tempi dell'Impero britannico, le operazioni anfibie erano chiamate "operazioni combinate". Fin dall'inizio del XX secolo, lo sbarco anfibio di truppe su una testa di ponte costiera è riconosciuta come la più complessa di tutte le manovre militari, la cui esecuzione richiede un intricato coordinamento tra numerose specialità e risorse, quali potere aereo, supporto di fuoco navale, trasporto navale, pianificazione logistica, equipaggiamenti speciali, guerra terrestre, tattiche specifiche ed addestramento intensivo.

## Storia

### Età antica
Le testimonianze di guerra anfibia risalgono all'antichità. I Popoli del Mare minacciarono l'Antico Egitto fin dal regno di Akhenaton, come illustrato dai bassorilievi del tempio di Medinet Habu e del complesso templare di Karnak.

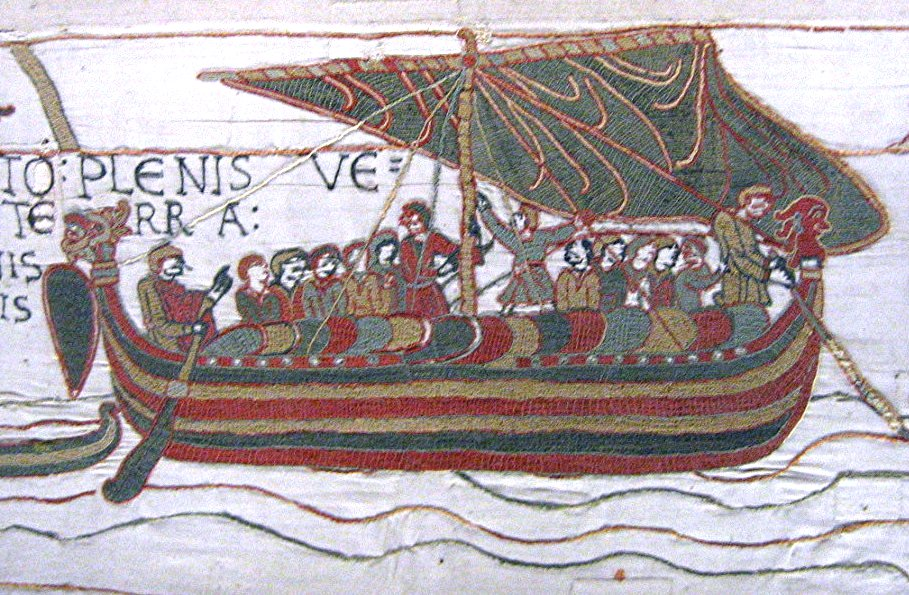
L'Arazzo di Bayeux racconta l'invasione dei Normanni del 1066, che sbarcarono in Inghilterra 8.000 guerrieri.

Le città-stato elleniche ricorsero regolarmente ad assalti anfibi l'una contro l'altra. Lo sbarco persiano nella battaglia di Maratona del 9 settembre 490 a.C. rimase per 2.400 anni la più grande operazione anfibia mai eseguita, fino allo sbarco di Gallipoli.

### I tercios spagnoli
Nel 1565 l'isola di Malta fu invasa ed messa sotto assedio dai turchi ottomani. L'isola era un punto chiave strategico del Mar Mediterraneo e la sua eventuale perdita costituiva una minaccia così grave che i regni dell'Europa occidentale inviarono urgentemente forze in soccorso dei Cavalieri di Malta. La missione richiese 4 mesi di preparazione e portò allo sbarco anfibio di 5.000 uomini sull'isola.
Proprio in quegli anni Filippo II di Spagna aveva deciso di creare, in seno all'Armada Española, le prime unità di fanteria specializzate nell'assalto anfibio, specificatamente addestrate al combattimento su e dalle navi. Nascevano così i famosi tercios di Infantería de Marina, assegnati permanentemente alla marina. Anche gli altri paesi europei recepirono l'idea e di conseguenza costituirono i propri corpi di fanteria di marina. Le prime azioni dei fanti di marina spagnoli ebbero come obiettivo i turchi e gli insediamenti di pirati ad Algeri, Malta e Gelves che minacciavano la navigazione ed i commerci. La prima grande operazione fu lo sbarco spagnolo del 25 maggio 1583, durante la battaglia dell'Isola Terceira; gli spagnoli organizzarono anche uno sbarco diversivo per distrarre la guarnigione di 5.000 soldati portoghesi, inglesi e francesi. Furono realizzate particolari chiatte d'altura per scaricare sulla spiaggia i cavalli e 700 pezzi d'artiglieria; speciali lance a remi furono equipaggiate con cannoncini per supportare questi mezzi da sbarco; rifornimenti speciali vennero approntati per essere scaricati e per supportare 11.000 uomini. In totale la forza da sbarco schierava 15.000 uomini, inclusi gli equipaggi di una flotta di 90 navi.

### Epoca coloniale

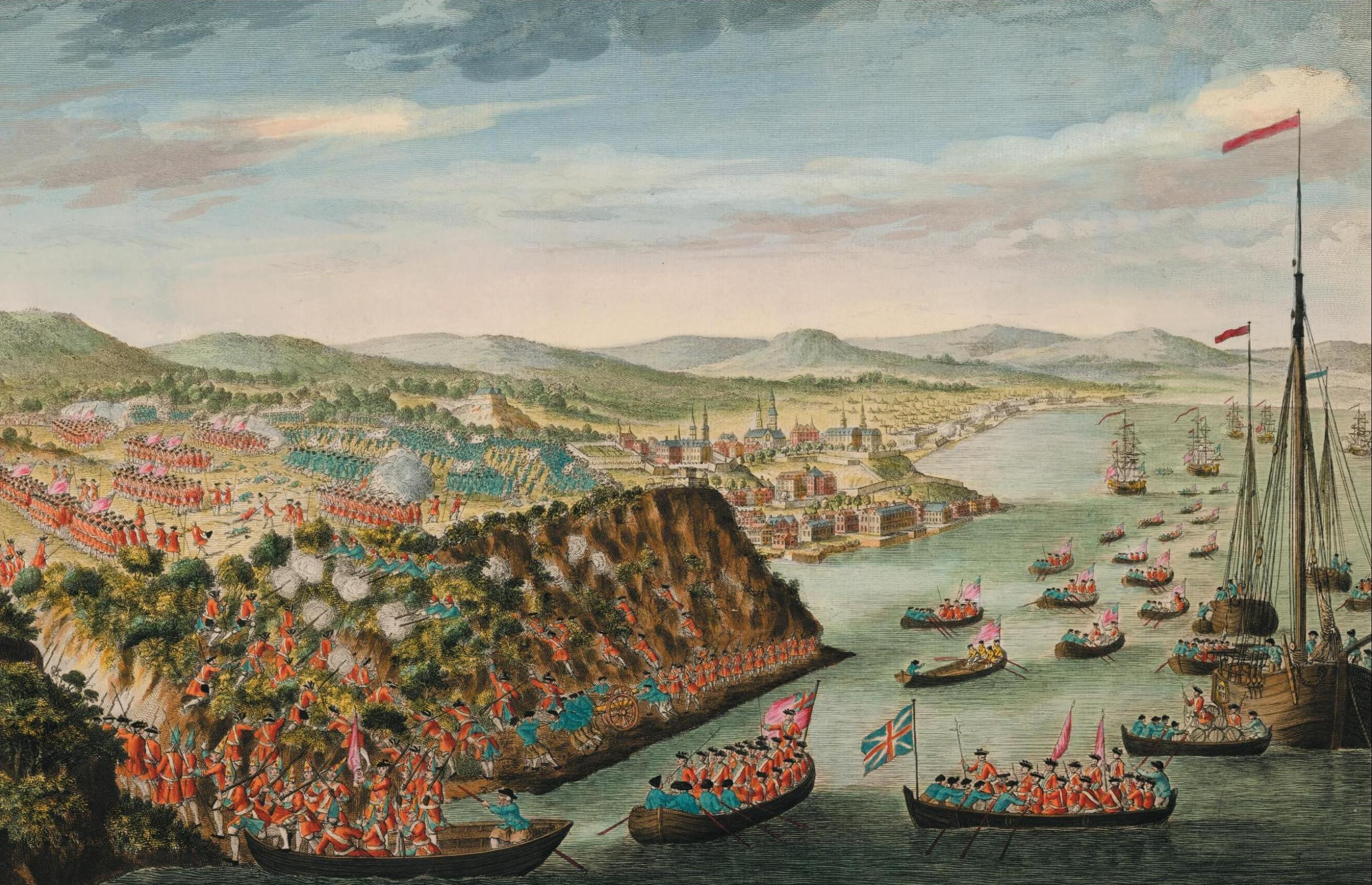
Raffigurazione dello sbarco anfibio di truppe britanniche durante l'assedio di Quebec nel 1759.

Nel periodo di massima espansione coloniale europea, le operazioni anfibie erano orientate soprattutto all'occupazione di nuovi territori e di snodi lungo le rotte di navigazione. Ormai i vari paesi schieravano forze anfibie, imbarcate sulle flotte, ma organizzate per il combattimento a terra.
Per loro natura gli assalti anfibi sono operazioni altamente complesse, che richiedono la coordinazione di disparati elementi, e di conseguenza sono particolarmente soggette ad esiti disastrosi se non adeguatamente pianificate. Uno dei più spettacolari esempi di questi fallimenti si verificò nel 1741, durante la battaglia di Cartagena de Indias, quando una potente forza da sbarco inglese, per problemi nella catena di comando, fu sconfitta da una più piccola ma meglio organizzata e condotta guarnigione spagnola.
Un altro grande sbarco anfibio, questa volta coronato da successo, fu effettuato dagli inglesi durante l'assedio di Quebec nel 1759, durante la guerra dei sette anni. 

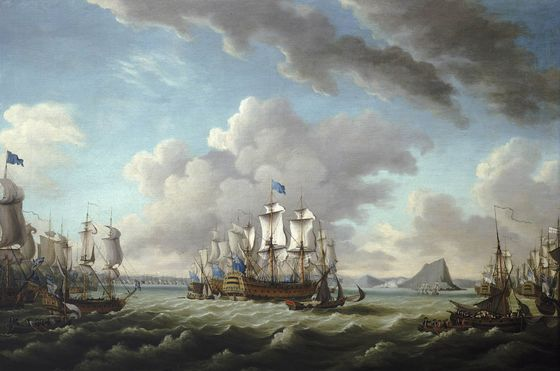
La forza di soccorso dell'ammiraglio Richard Howe, 1º conte Howe giunge a Gibilterra l'11 ottobre 1782. Dipinto di Richard Paton.

Nel 1762 marinai e Royal Marines inglesi presero dal mare le capitali delle Indie orientali spagnole e della Capitaneria generale di Cuba, rispettivamente nella battaglia di Manila e quella dell'Avana. Nel 1776, i Continental Marines, progenitori dell'United States Marine Corps, effettuarono il primo sbarco, coronato da successo, durante la battaglia di Nassau.
Nel 1782, il Grande assedio di Gibilterra, effettuato da forze da sbarco francesi e spagnole, venne respinto dai britannici. Nel 1783, una forza franco-spagnola invase l'isola di Minorca, che nel 1793 subì un altro sbarco e venne catturata dai britannici.

### Era moderna e contemporanea

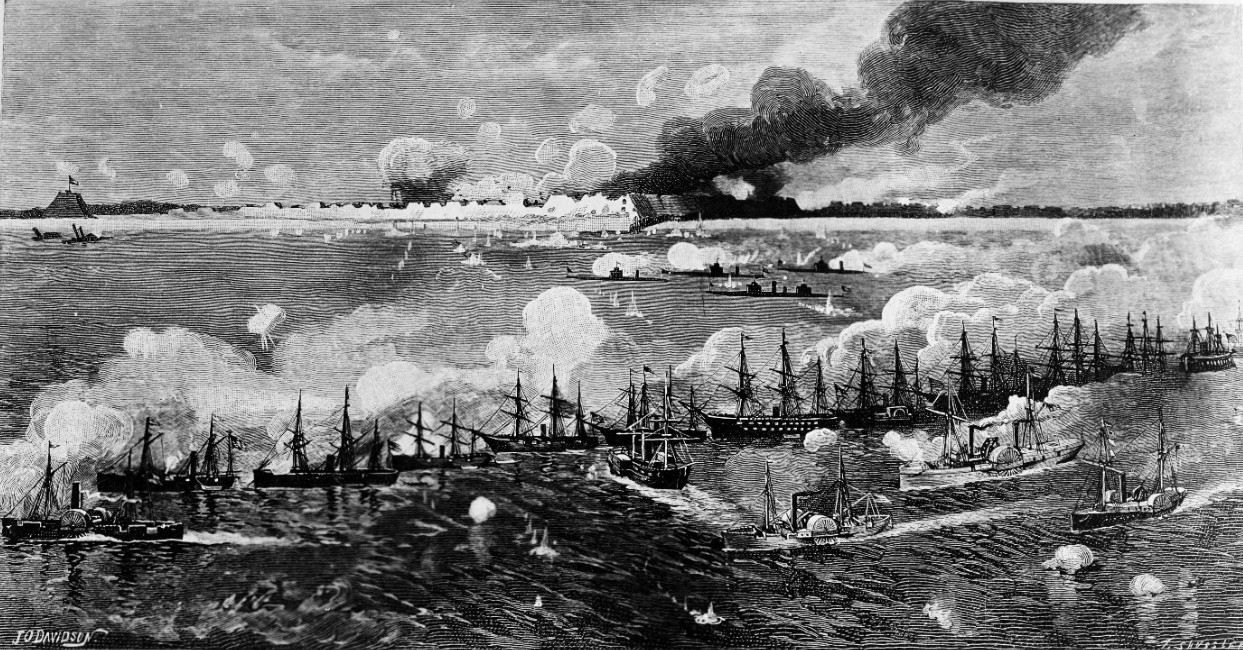
Navi della Marina unionista bombardano Fort Fisher prima dell'assalto di terra, durante la guerra civile americana.

Durante la guerra di Crimea,  l'8 agosto 1854 una forza anglo-francese lanciò un assalto anfibio nella battaglia di Bomarsund. Nella guerra civile americana, gli Stati Uniti eseguirono diversi assalti anfibi lungo tutta la linea di costa degli Stati Confederati d'America: Hatteras Inlet e Port Royal, in Carolina del Sud, seguiti dall'Isola di Roanoke in Carolina del Nord, Galveston in Texas, Fort Sumter, Morris Island, James Island e molti altri. L'operazione anfibia più importante fu quella nell'ambito della seconda battaglia di Fort Fisher, all'epoca il più vasto e potente forte del mondo, a protezione dell'accesso a Wilmington; l'attacco fu sferrato da 15.000 uomini e 70 navi con oltre 600 cannoni. 

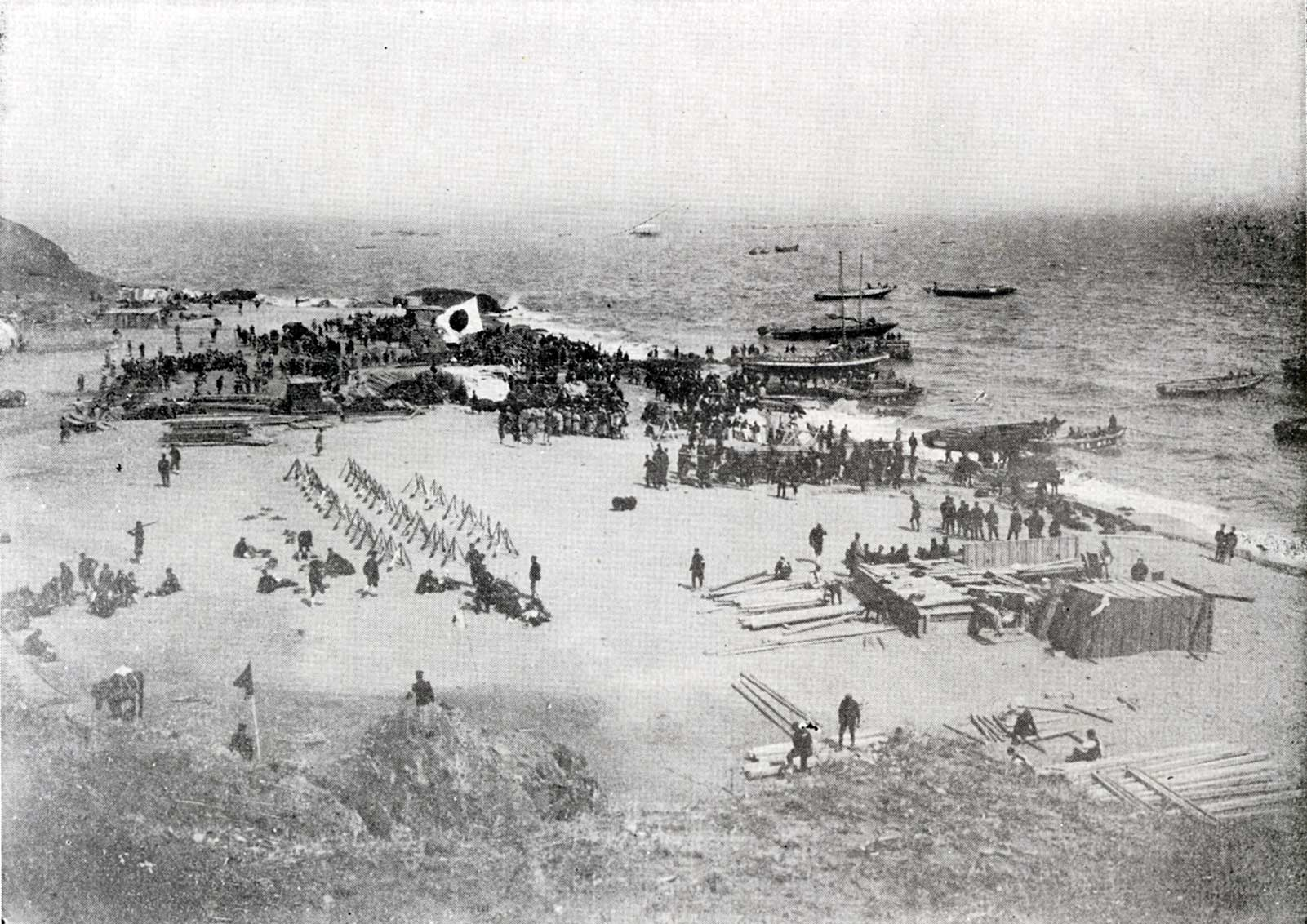
Sbarco giapponese nella penisola di Liaodong, nel 1909.

Una prima forma di guerra anfibia in senso moderno si ebbe durante la guerra del Pacifico, nel 1879, e vide il coordinamento di esercito, marina ed unità specializzate. Il primo assalto anfibio di questo conflitto avvenne quando 2.100 soldati cileni conquistarono Pisagua, difesa da 1.200 tra peruviani e boliviani, il 2 novembre 1879. La Marina cilena bombardò le difese costiere dall'alba per diverse ore; seguì lo sbarco su barche a remi di fanti e genieri dell'Esercito cileno, sotto il fuoco nemico. La prima ondata, numericamente inferiore, rimase inchiodata sulla spiaggia, mentre la seconda e la terza ondata riuscirono a vincere la resistenza ed a penetrare nell'entroterra. Alla fine del giorno, l'intero corpo di spedizione di 10.000 uomini era sbarcato ed aveva occupato il porto. Nel 1881 le navi cilene trasportarono circa 30.000 uomini, con il loro equipaggiamento completo, per 800 km, con l'obiettivo di attaccare Lima. I comandanti cileni usarono delle imbarcazioni a fondo piatto appositamente realizzate per sbarcare le truppe nelle acque poco profonde vicino alle spiagge, probabilmente il primo esempio di mezzo da sbarco moderno: "Queste [36 barche a fondo piatto a ridotto pescaggio] potevano sbarcare 3.000 uomini e 12 cannoni in una singola ondata".

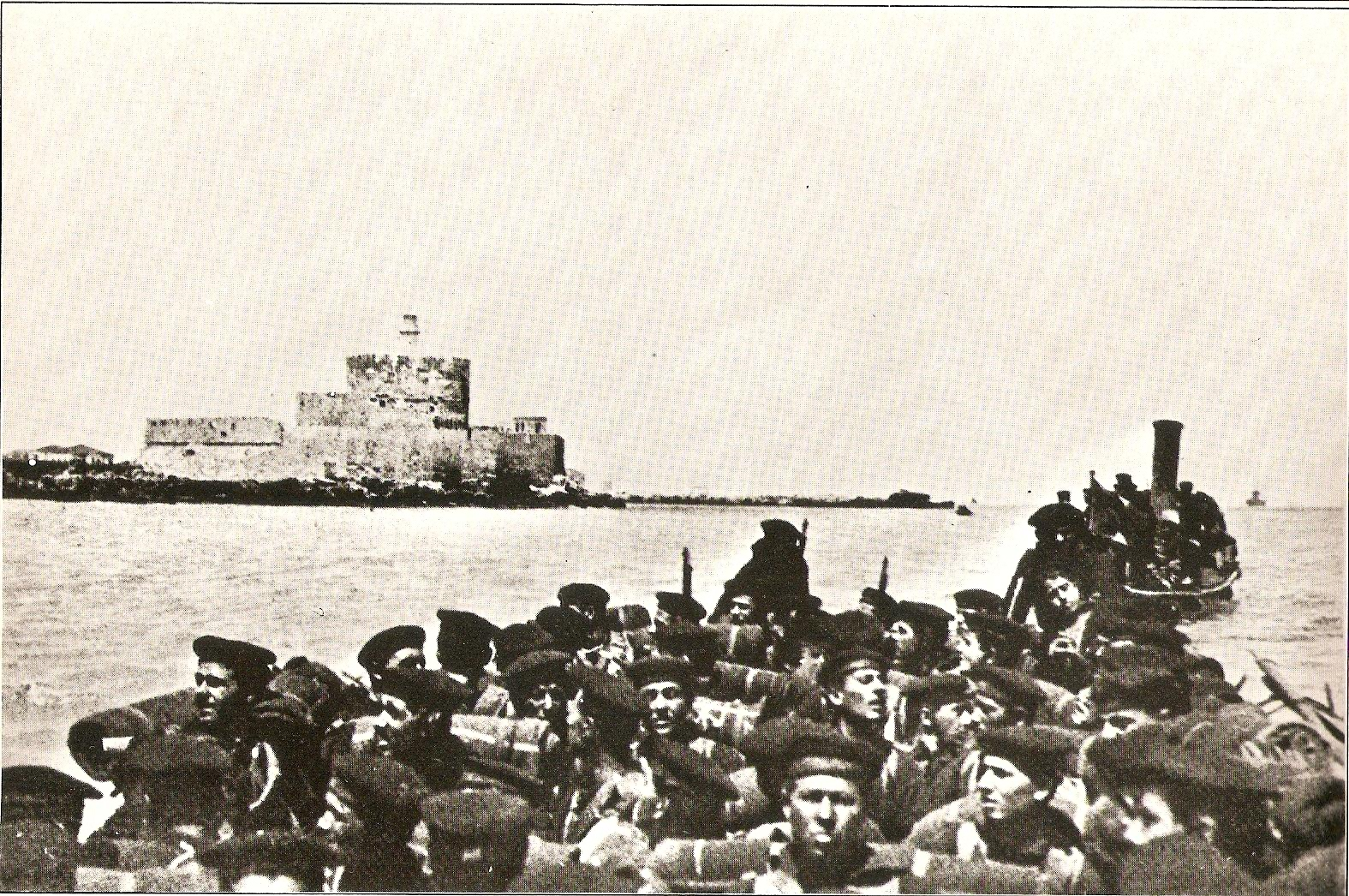
Fanteria di marina italiana si appresta a sbarcare sulle coste libiche nel 1911

Le tattiche e le operazioni di sbarco vennero osservate da vicino dai paesi neutrali durante la guerra: due navi della Royal Navy osservarono la battaglia di Pisagua. Il lieutenant Theodorus B. M. Mason della US Navy le evidenziò nel suo rapporto The War on the Pacific Coast of South America. La USS Wachussett, al comando di Alfred Thayer Mahan, stazionò a Callao, in Perù, a protezione degli interessi americani durante le ultime fasi del conflitto e proprio durante questo periodo Mahan formulò il suo concetto di potere marittimo..
Nel 1911 durante la guerra italo-turca i fanti di marina italiani sbarcarono sulle spiagge di Tripoli.
Nel 1914 gli statunitensi misero alla prova le lezioni apprese nello sbarco sulle spiagge di Veracruz, in occasione della crisi di Tampico con il Messico.

## Le operazioni militari anfibie

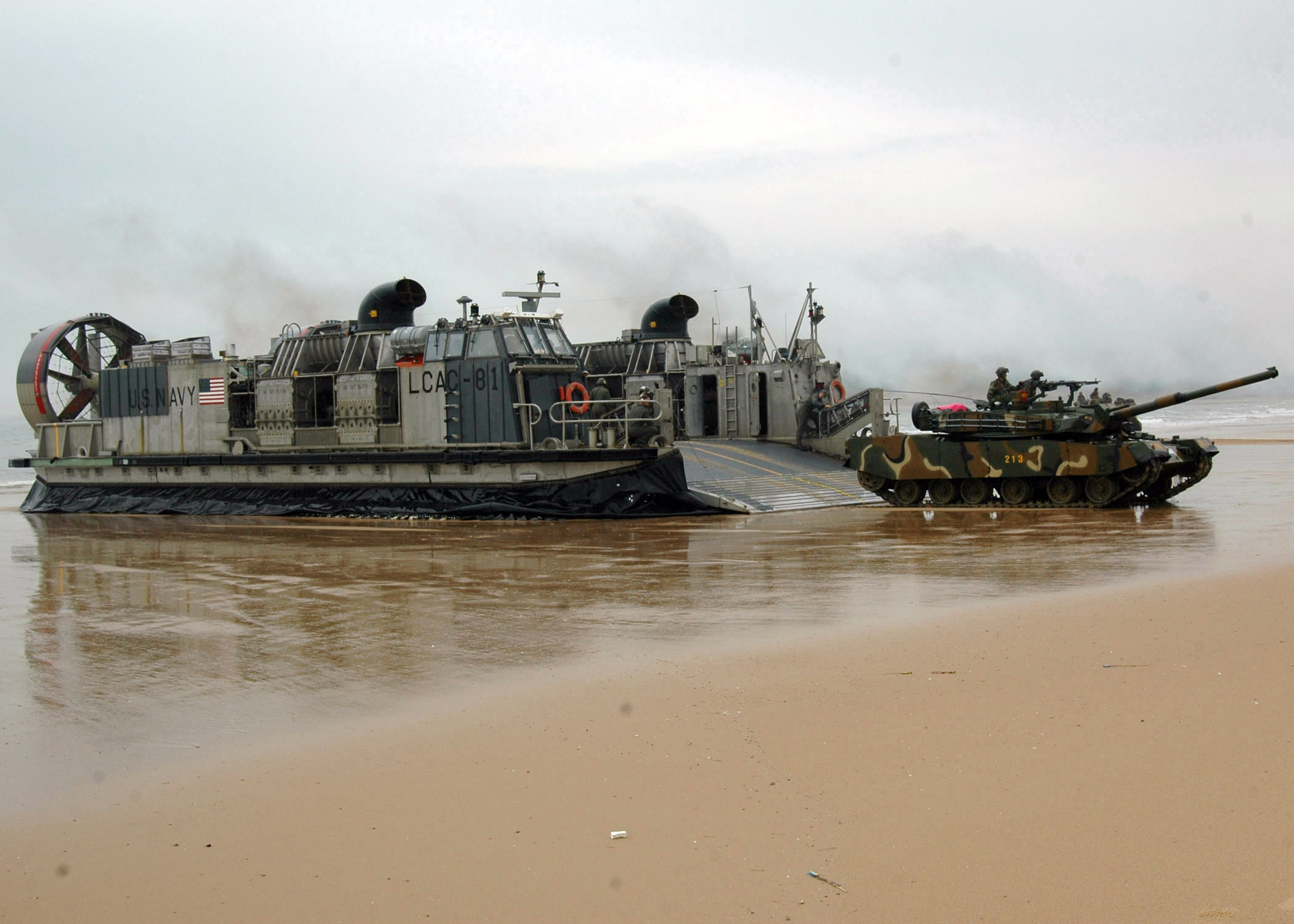
Un carro armato sudcoreano K1 88 sbarca da un LCAC americano. Marzo 2007.

Un'operazione anfibia ha caratteristiche comuni alle operazioni terrestri, navali ed aeree ma è diversa da ognuna di esse. Le sue fasi essenziali sono quelle di pianificazione e preparazione strategica, il trasferimento in teatro, il disimbarco, lo sbarco di truppe e mezzi, il consolidamento della testa di ponte, la penetrazione nell'entroterra, tutte sotto costante appoggio aereo. Storicamente, il successo di queste fasi vitali dell'operazione, è spesso dipeso dall'organizzazione logistica, dal supporto di fuoco navale e dal supporto aereo ravvicinato. Un altro fattore importante è la varietà e la quantità di veicoli ed equipaggiamenti specializzati in dotazione alla forza da sbarco.
Dal punto di vista organizzativo, quelle anfibie possono essere classificate come raid tattici o operativi, come ad esempio quello su Dieppe, come operazioni in supporto di una più ampia manovra strategica terrestre, come ad esempio l'Operazione Kerch–Eltigen, o addirittura come apertura di un nuovo teatro d'operazione, come nel caso dell'Operazione Avalanche.

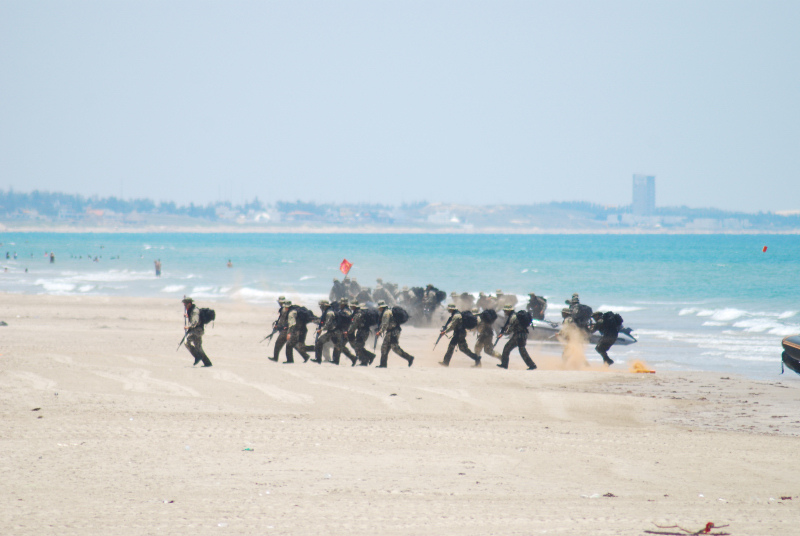
Sbarco di marinai messicani nel 2010.

L'obiettivo degli sbarchi operativi è generalmente quello di sfruttare la linea di spiaggia quale fianco vulnerabile del nemico, costringendolo al ridispiegamento delle sue forze ed al prematuro uso delle sue riserve, favorendo inoltre lo sforzo di più grandi offensive altrove. Questo tipo di operazione richiede settimane o mesi di preparazione, con l'uso di diverse task forces o anche di una intera flotta per sbarcare una forza dimensionalmente nell'ordine del corpo d'armata. Un esempio è l'Operazione Chromite effettuate durante la battaglia di Incheon durante la guerra di Corea.
Gli sbarchi strategici richiedono un maggiore spiegamento di forze per invadere un territorio nazionale continentale o insulare. Questo tipo di intervento richiede diverse flotte navali ed aeree; la raccolta di informazioni e la pianificazione richiedono oltre un anno di tempo. Sono esempi di questo tipo di operazioni la battaglia di Leyte e lo sbarco in Normandia.
Sebbene la maggior parte delle operazioni anfibie sia diretta contro le spiagge, in assenza di particolare contrasto esse possono sfruttare infrastrutture portuali per sbarcare le truppe direttamente in un contesto urbano. In questo caso truppe, veicoli e materiali possono essere scaricati da navi non specializzate, sfruttando le attrezzature e le strutture dei moli.

## Operazioni contemporanee famose

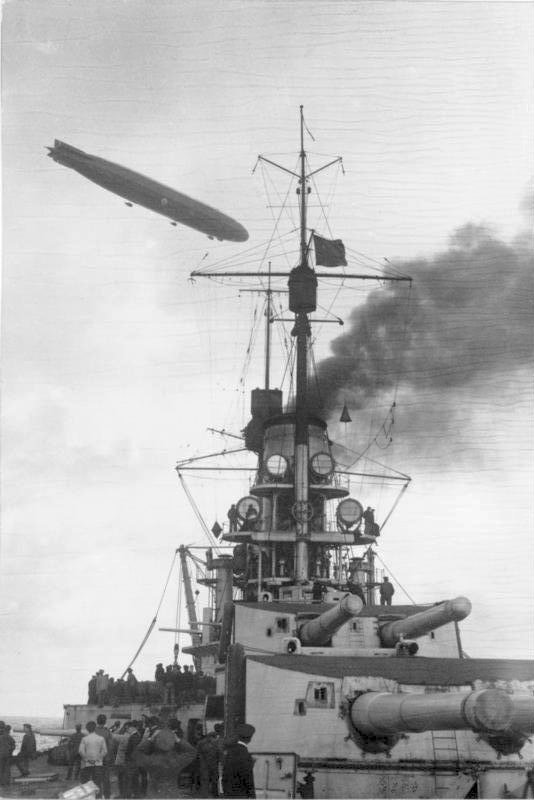
La nave da battaglia tedesca SMS Grosser Kurfürst durante l'Operazione Albion, ottobre 1917.

La prima guerra mondiale segnò l'inizio delle prime operazioni di guerra anfibia moderna. Tuttavia, tattiche ed equipaggiamenti erano ancora rudimentali e richiedevano una buona dose di improvvisazione.
In quel periodo, la Royal Marine Light Infantry (RMLI, fusa negli anni venti con la Royal Marine Artillery per formare i Royal Marines) veniva impiegata principalmente a bordo delle navi della Royal Navy per mantenere la disciplina e come serventi dei cannoni di bordo. Nel 1914 diede vita ad una nuova divisione della Royal Navy, la Royal Naval Division, per combattere come forza terrestre; tuttavia, durante il conflitto, le truppe impiegate negli sbarchi anfibi furono sempre fornite dal British Army.
La prima operazione di assalto anfibio della guerra nel 1914 si risolse in un disastro. Un grosso contingente del British Indian Army venne sbarcato a Tanga, Africa Orientale Tedesca, ma le operazioni preparatorie avevano allertato i tedeschi, che ebbero il tempo di prepararsi a respingere l'attacco. Quando le forze indiane avanzarono sulla città subirono perdite tali da costringerle a ritirarsi sulle navi, abbandonando buona parte di armi ed equipaggiamenti.
L'11 ottobre 1917, le forze terrestri e navali tedesche lanciarono un assalto anfibio, nome in codice Operazione Albion, alle isole Saaremaa, Hiiumaa e Muhu, che controllavano l'ingresso al golfo di Riga. Entro la fine del mese i tedeschi presero il controllo delle isole, costringendo i russi ad abbandonarle lasciando sul campo 20.000 uomini, 100 cannoni e la pre-dreadnought Slava. La cattura delle isole aprì alle forze navali tedesche la strada al golfo di Finlandia e quindi alla Pietrogrado, fatto che contribuì alla cessazione delle ostilità sul fronte orientale.

### Gallipoli

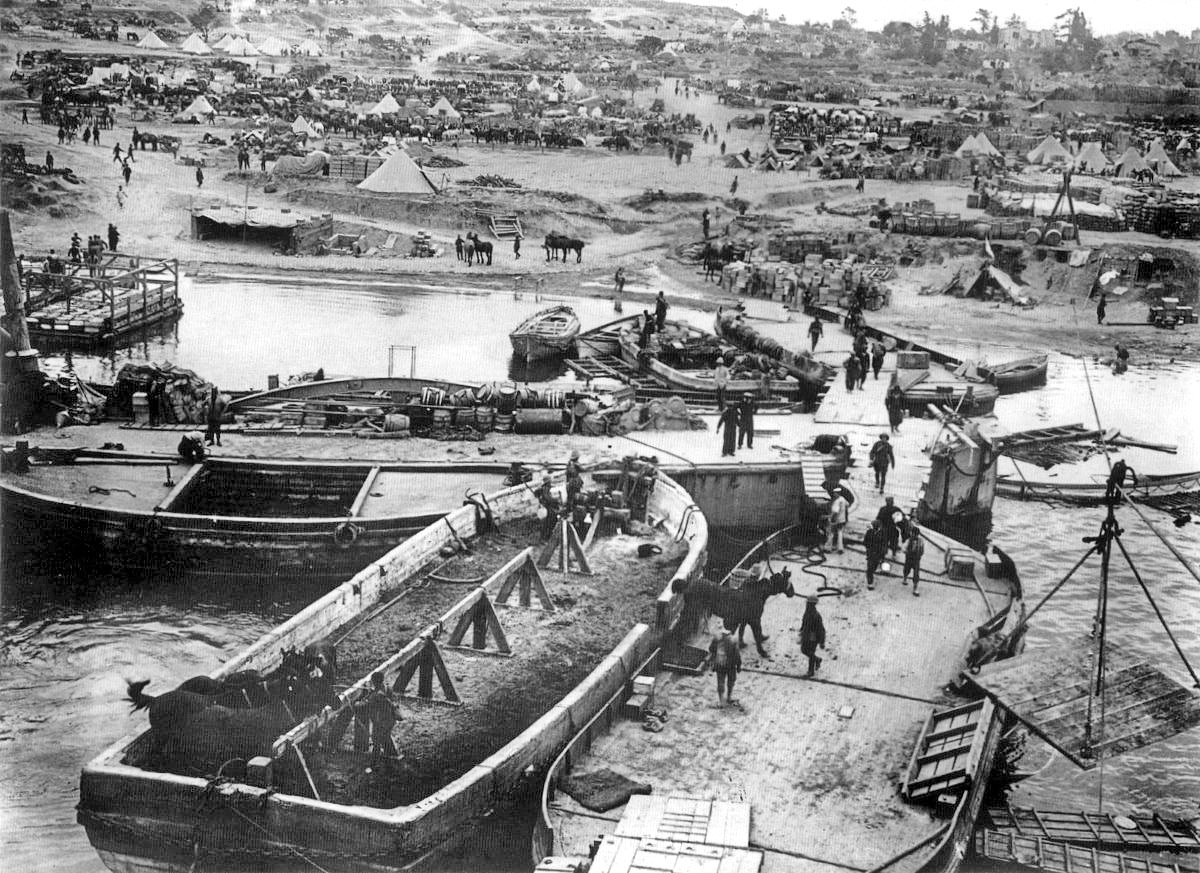
Capo Helles due giorni dopo lo sbarco, visto dalla poppa della SS River Clyde.

Le prime operazioni anfibie su larga scala, che avrebbero influenzato pesantemente i teorici delle decadi successive, furono condotte nell'ambito della battaglia di Gallipoli nel 1915 contro l'Impero ottomano durante la Grande Guerra. La penisola di Gallipoli forma il braccio nord dello stretto dei Dardanelli, via obbligata verso l'Impero russo, una delle Potenze Alleate. Per assicurarsi questo passaggio, Gran Bretagna e Francia lanciarono un attacco navale seguito da uno sbarco anfibio sulla penisola, con l'obiettivo finale di catturare la capitale Costantinopoli.
Nonostante sia l'attacco navale che lo sbarco fossero stati fallimentari, la campagna rappresentò il primo moderno sbarco anfibio, che vide l'azione coordinata di supporto aereo, mezzi da sbarco specializzati e bombardamento navale. La nave appoggio idrovolanti HMS Ark Royal supportò lo sbarco agli ordini del comandante Robert Clark-Hall. Gli idrovolanti furono usati per la ricognizione aerea, per il supporto alle truppe impegnato nello sbarco alla baia dell'ANZAC e nel bombardamento delle fortificazioni. La Ark Royal venne inoltre appoggiata dal No. 203 Squadron RAF del Royal Naval Air Service, operante da una vicina isola.
Lo sbarco iniziale venne effettuato con comuni barche a remi, estremamente vulnerabili al fuoco delle difese costiere. La prima nave appositamente costruita per lo sbarco venne realizzata proprio per questa campagna. La SS River Clyde, costruita come carboniera, venne adattata a nave da guerra anfibia per lo sbarco a Capo Helles; nelle lamiere dello scafo vennero aperti dei portelli, dai quali le truppe accedevano a passerelle e quindi ad un ponte di barche steso dalla nave alla spiaggia. La prua venne blindata con lastre d'acciaio e sacchetti di sabbia, dietro i quali venne sistemata una batteria di 11 mitragliatrici, manovrata da uomini del Royal Naval Air Service. La nave ricevette un camuffamento, verniciando in giallo sabbia lo scafo, ma questo risultava incompleto al momento dello sbarco.

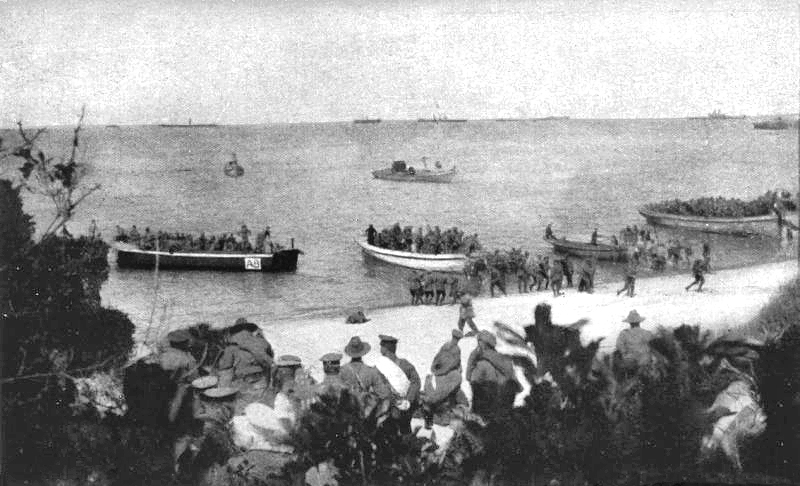
Sbarco alla baia dell'ANZAC, 25 aprile 1915.

Apparve subito chiaro che le difese turche, equipaggiate con armi a tiro rapido, rendevano inadeguate le ordinarie scialuppe per lo sbarco. Nel febbraio 1915 venne decisa la progettazione di una nave da assalto anfibio. Il progetto, steso in quattro giorni, diede luogo ad un ordine di 200 chiatte X con prua a forma di cucchiaio e rampa frontale abbattibile. Il primo impiego ebbe luogo il 6 agosto 1915: le chiatte vennero rimorchiate attraverso il Mar Egeo e consentirono con successo lo sbarco sulla spiaggia di Suvla del IX Corpo britannico del comandante Edward Unwin.
Le chiatte X, soprannominate "beatles" dai soldati, trasportavano circa 500 uomini, dislocavano 135 tonnellate ed erano basate sullo scafo delle chiatte di Londra, lunghe 32 metri, larghe 6,4 metri, con un pescaggio di 2,3 metri. Il motore era alimentato ad olio pesante e spingeva l'imbarcazione a 5 nodi. Le fiancate erano a prova di proiettile ed a prua era presente una rampa abbattibile per lo sbarco dei fanti.
Sul fronte occidentale venne concepito un piano per sbarcare dai pontoni i carri armati britannici Mark IV in supporto alla terza battaglia di Ypres, ma l'idea venne presto abbandonata.

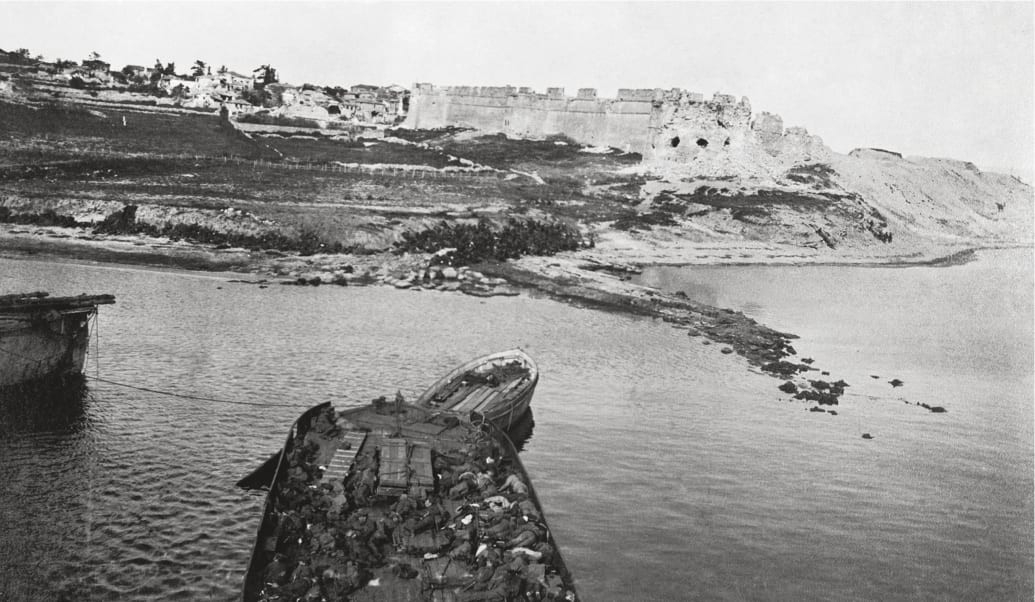
Sbarco a Capo Helles, Gallipoli.

La lezione di Gallipoli ebbe un significativo impatto sullo sviluppo delle successive operazioni anfibie, tanto che venne studiata dai pianificatori dello sbarco in Normandia del 1944 e della guerra delle Falkland nel 1982. La campagna di Gallipoli influenzò inoltre la condotta delle operazioni anfibie dell'US Marine Corps durante la guerra del Pacifico.
In particolare, nel periodo interbellico la campagna di Gallipoli divenne il punto focale dello studio della guerra anfibia in Regno Unito e Stati Uniti. L'analisi di quanto avvenuto diffuse tra le forze armate, prima della seconda guerra mondiale, la convinzione che gli assalti anfibi non potevano avere successo contro moderne difese costiere. Questa percezione continuò fino allo sbarco in Normandia nel giugno 1944, nonostante alcuni precedenti esempi di successo nella prima fase della guerra, come lo sbarco a Salerno, la battaglia di Tarawa e la campagna delle isole Gilbert e Marshall nel Pacifico. Solo il successo dello sbarco in Normandia rimosse definitivamente ogni preconcetto contro questo tipo di guerra.

### Sviluppi interbellici
Lo sbarco di Alhucemas dell'8 settembre 1925, effettuato da una coalizione franco-spagnola contro i ribelli della Repubblica del Rif in Marocco, fu il primo nel quale vennero usati i carri armati ed il supporto di fuoco navale diretto da personale a terra tramite comunicazioni radio. Vennero approntati anche depositi galleggianti per le scorte di acqua, le derrate alimentari, le munizioni ed il materiale sanitario, da trasferire sulla spiaggia quando necessario. Le chiatte usate per lo sbarco erano le chiatte X sopravvissuti da Gallipoli.
Nel 1938, le forze giapponesi attaccarono le difese cinesi sul fiume Azzurro durante la battaglia di Wuhan. Ben presto i nipponici, nella seconda guerra sino-giapponese, affinarono ulteriormente le tecniche di attacco dal mare e nella seconda guerra mondiale le loro forze anfibie come la Kaigun Tokubetsu Rikusentai eseguirono sbarchi anfibi per attaccare e spazzare i territori del sudest asiatico. Le loro tecniche, costantemente vittoriose, basate sullo sbarco a sorpresa e sullo stretto supporto della Marina imperiale, ispirarono inglesi ed americani per operazioni come il D-Day e la campagna del Pacifico.

#### Regno Unito

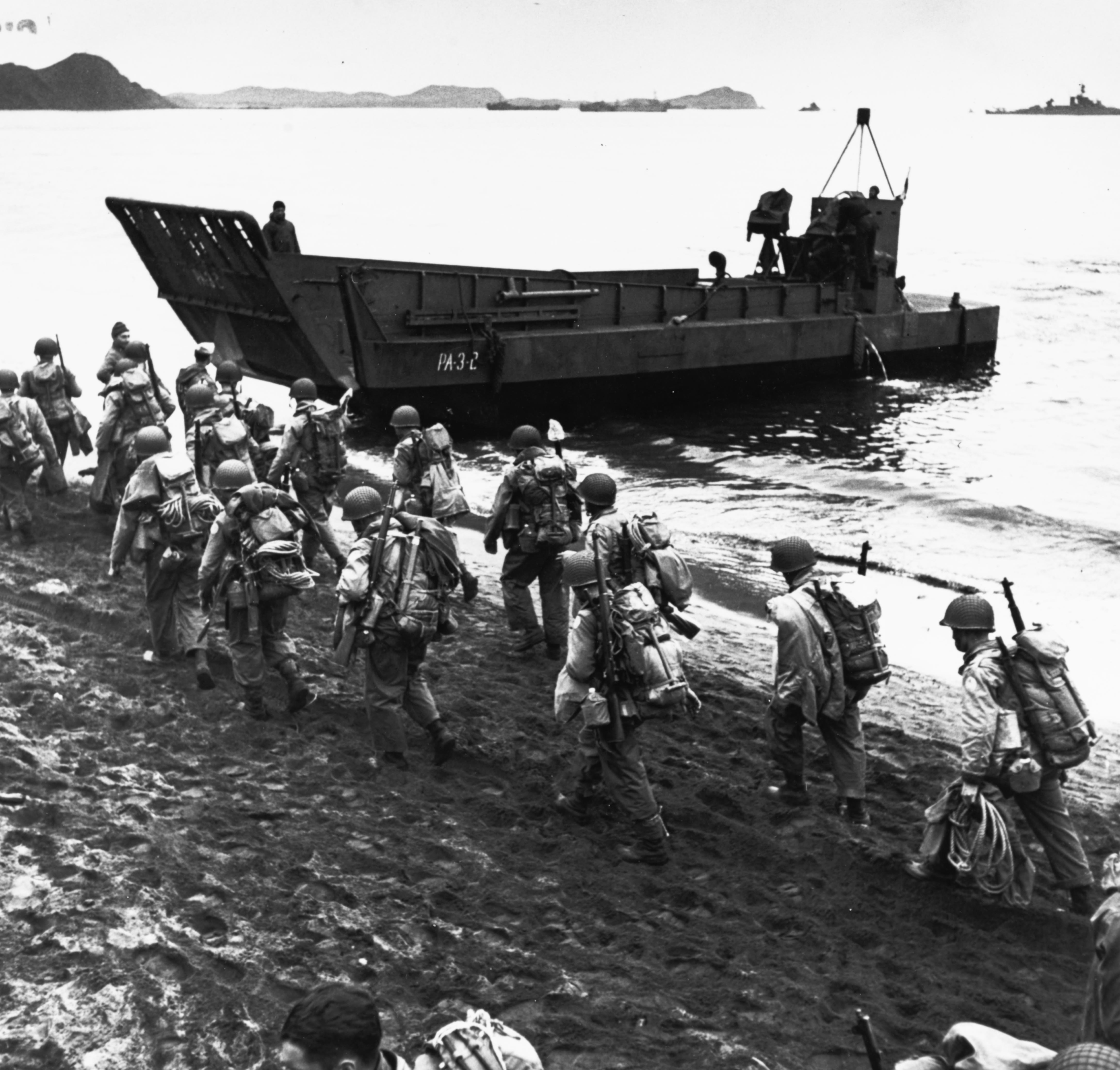
Il Landing Craft Mechanized fu progettato dall'Inter-Service Training and Development Centre inglese nel 1938 come prima imbarcazione anfibia specializzata per il trasporto di carri armati.

Durante il periodo interbellico, la combinazione dell'esperienza negativa di Gallipoli con le restrizioni dei bilanci militari contribuirono al ritardo nell'adozione di equipaggiamenti e dottrine ufficiali per le operazioni anfibie in seno alla Royal Navy.
Il costoso fallimento di Gallipoli, combinato con l'emergere del potere aereo, convinse gli ambienti navali e militari che l'era delle operazioni anfibie era destinata a chiudersi. Eppure negli anni venti e trenta un'animata discussione coinvolse gli Staff College britannico e quello dell'Indian Army di Quetta sulle potenzialità strategiche della campagna dei Dardanelli rispetto allo stallo del fronte occidentale. L'austerity imposta dalla grande depressione e l'adozione della Ten Year Rule impedirono al dibattito dottrinale di dare esito a programmi di acquisizione su larga scala.
Nonostante questa situazione, i britannici produssero il Motor Landing Craft nel 1920, basato sulla loro esperienza con la chiatta da trasporto corazzata Beetle. Il MLC poteva trasportare un carro armato medio direttamente sulla spiaggia e dal 1924 venne usato con le barche da sbarco nelle esercitazioni anfibie annuali. In seguito il mezzo venne ribattezzato Landing Craft, Mechanized (LCM) e fu il predecessore di tutti gli LCM alleati.
British Army e Royal Navy formarono un comitato per lo sviluppo di un mezzo da sbarco comune. Il prototipo di mezzo motorizzato da sbarco, realizzato dalla J. Samuel White di Cowes, venne costruito e varato nel 1926. Esso dislocava 16 tonnellate, a forma di scatola, con prua e poppa squadrate. Per evitare il danneggiamento delle eliche su un battello destinato ad operare su bassi fondali ed a spiaggiarsi, il mezzo venne dotato di un primitivo sistema ad idrogetto, appositamente progettato dalla White. Un motore Hotchkiss et Cie a benzina azionava una pompa centrifuga che produceva il getto d'acqua, spingendo avanti e indietro e facendo virare il battello a seconda della direzione del getto. La velocità massima era di 5-6 nodi. Il mezzo si rivelò un ottimo prodotto e dal 1930 tre MLC divennero operativi nella Royal Navy.

L'Inter-Service Training and Development Centre, pioniere nella dottrina anfibia moderna, nel giugno 1940 venne posto alle dipendenze del Combined Operatione Headquarters. Nella foto il badge del COH.

Per brevi trasferimenti da spiaggia a spiaggia, il mezzo veniva caricato attraverso la rampa prodiera. Per sbarchi a lungo raggio dalle navi alla spiaggia, il MLC veniva calato dalla nave da trasporto tramite una gru, che poi scaricava su di esso i materiali o il veicolo. Dopo la presa di terra sulla spiaggia, i soldati o il veicolo sbarcavano dalla rampa prodiera.
Nonostante lo scarso interesse ufficiale per le operazioni anfibie, la situazione iniziò a cambiare alla fine degli anni trenta. Il Royal Staff College di Geenwich produsse un dettagliato documento di pianificazione di operazioni combinate che venne sottoposto nel 1936 al Chiefs of Staff Committee. Il documento raccomandava l'istituzione di un centro di addestramento e sviluppo, con una forza di Royal Marines permanentemente assegnata e con funzioni di "addestramento in tutte le tecniche per la presa di spiagge difese; sviluppo di materiali necessari per queste tecniche, con speciale attenzione a protezione delle truppe, velocità di sbarco ed effetto sorpresa; sviluppo di tecniche e materiali per la distruzione o la neutralizzazione delle difese nemiche, incluso il bombardamento e la cooperazione aerea". L'Inter-Service Training and Development Centre (ISTDC) venne così istituito nel 1938 presso Fort Cumberland, vicino a Portsmouth, riunendo rappresentanti di Royal Navy, British Army e Royal Air Force, con un portfolio di tattiche ed equipaggiamenti in via di sviluppo da utilizzare nelle operazioni combinate.
Il centro esaminò alcuni aspetti specifici, inclusi mezzi per lo sbarco dei carri armati, l'organizzazione della spiaggia, pontili galleggianti, navi comando, carri armati anfibi, ostacoli sommersi, lo sbarco di carburanti ed acqua e l'uso di piccoli mezzi per raids anfibi. Alla fine del 1939 l'ISTDC codificò la dottrina da sbarco inglese, difendendola in sede di discussione presso lo Staff College. L'esperienza operativa durante la seconda guerra mondiale introdusse modifiche a questa dottrina, ma nei seguenti quattro anni costituì la base per gli sbarchi nelle operazioni Torch e Husky.

Il contenuto essenziale di questa dottrina è descritto da Bernard Fergusson in The Watery Mazeː
Tra le molte innovazioni tattiche introdotte dal centro, codificate nel Manual on Combined Operations e nel Standard Naval Bombardment Code, vi è l'uso di pontili galleggianti, la creazione cortine fumogene per coprire l'assalto e l'uso di fari direzionali infrarossi. Il centro inoltre partecipò allo sviluppo dei primi mezzi speciali da sbarco, inclusi il Landing Craft Assault, l'LCM 1, il LCT Mk I, il Support Landing Craft e le Landing Ship Infantry.
Negli anni trenta vennero eseguite dal British Army le prime esercitazioni anfibie su scala divisionale.

#### Stati Uniti
In contrasto con l'atteggiamento britannico, i militari statunitensi, in particolare l'United States Marine Corps, rimasero entusiasti delle possibilità della guerra anfibia. I Marines erano alla ricerca di una loro missione peculiare dopo la prima guerra mondiale, durante la quale erano stati impiegati come fanteria tradizionale. Durante gli anni venti, il Corpo trovò la sua specializzazione come forza di fanteria leggera a reazione rapida, trasportata rapidamente in teatri lontani dalla US Navy. Il suo ruolo speciale consisteva nello sbarco su isole occupate dal nemico, ma furono necessari anni per capire come fare ciò. La teoria mahaniana della battaglia navale decisiva richiedeva basi avanzate per la US Navy, in prossimità del nemico; già nei primi anni del novecento il General Board of the United States Navy aveva considerato la realizzazione di basi avanzate per operazioni navali nel Pacifico e nei Caraibi; dopo la guerra ispano-americana i Marines furono incaricati dell'occupazione e della difesa di queste basi avanzate.
La svolta concettuale avvenne nel 1921 quando il maggiore Earl Hancock Ellis scrisse Advanced Base Operations in Micronesia, un saggio di 30.000 parole coperto da segreto che si rivelò una profetica fonte di ispirazione per gli strateghi dei Marines. Per vincere una guerra nel Pacifico, la Navy avrebbe dovuto combattere attraverso migliaia di chilometri di oceano controllati dai giapponesi, incluse le isole Marshall, le isole Caroline, le Marianne e le isole Ryukyu. Se la marina fosse riuscita a sbarcare i suoi marines su alcune isole adeguatamente selezionate, queste sarebbero potute diventare le sue basi avanzate.

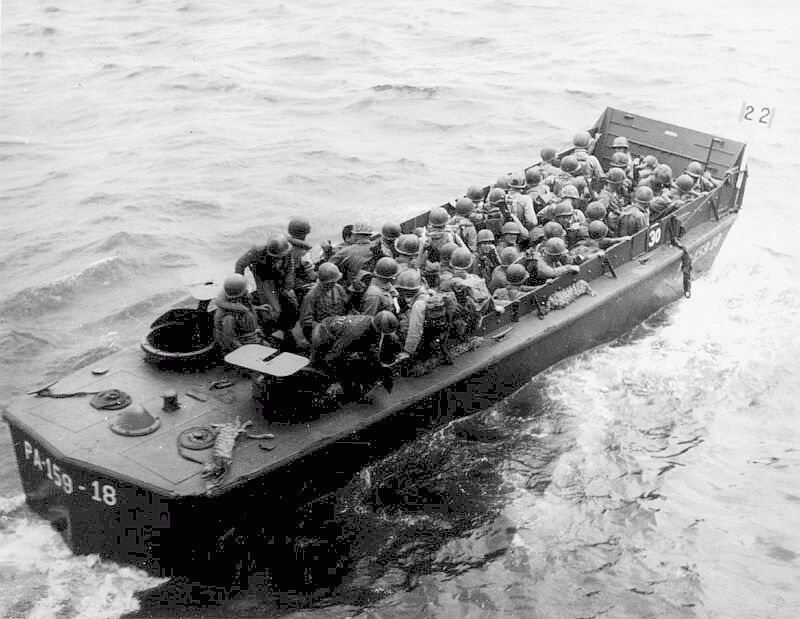
I LCVP, conosciute anche come 'Higgins Boats', furono i primi mezzi da sbarco specializzati della US Navy. In foto, il LCVP 18 della USS Darke (APA-159), con a bordo truppe dell'US Army di rinforzo a Okinawa, nel 1945.

Ellis sosteneva che contro un nemico preparato a difendere la spiaggia, il successo dipendeva dall'alta velocità delle ondate di mezzi da sbarco, coperte da un pesante fuoco navale e dall'aviazione. Egli predisse che l'azione decisiva avrebbe avuto luogo sulla spiaggia stessa, quindi la forza d'assalto non necessitava solo di fanterie ma anche di unità di mitragliatrici, artiglieria leggera, carri leggeri ed unità del genio. Disponendo il nemico di una propria artiglieria, i mezzi da sbarco dovevano essere costruiti in modo da proteggere la forza trasportata.
Il fallimento di Gallipoli fu causato dalla possibilità per i turchi di spostare facilmente truppe tra i vari punti di sbarco; i giapponesi invece non avrebbero avuto la possibilità di inviare rinforzi sulle sperdute isole sotto attacco. Non conoscendo quale delle migliaia di isole potessero essere obiettivo degli americani, i giapponesi avrebbero dovuto disperdere le loro forze per presidiare moltissime isole che non sarebbero mai state attaccate. L'attacco ad un'isola come Eniwetok, nelle Marshall, secondo Ellis avrebbe richiesto due reggimenti o 4.000 marines, guidate da ricognitori aerei dei Marines e supportati dai bombardieri leggeri dei Marines; le navi da guerra avrebbero fornito il necessario supporto di fuoco, cosicché i Marines non necessitavano di artiglieria pesante (diversamente dall'Army, che confidavano notevolmente sulla propria artiglieria). Il bombardamento delle isole difese era una nuova missione delle navi da guerra. Il modello Ellis venne ufficialmente adottato nel 1927 dal Joint Board of Army and Navy.
Tuttavia, l'attuazione effettiva della nuova missione richiese un altro decennio poiché nel frattempo il Corpo dei Marines fu occupato in America Centrale e la Marina fu lenta ad iniziare l'addestramento per il supporto agli sbarchi. Il modello organizzativo detto Advanced Base Force evolse ufficialmente nel Fleet Marine Force (FMF) nel 1933. Nel 1939, durante l'annuale esercitazione di sbarco a livello di flotta (Fleet Landing Exercises, FLEX), la FMF si interessò alle potenzialità delle imbarcazioni a fondo piatto progettata dai cantieri di Andrew Higgins; questi LCVP, soprannominati Higgins Boats, furono esaminati ed approvati dall'U.S. Naval Bureau of Construction and Repair, sviluppati fino ad assumere la configurazione definitiva con rampa prodiera e prodotti in massa durante la guerra.

### Seconda guerra mondiale

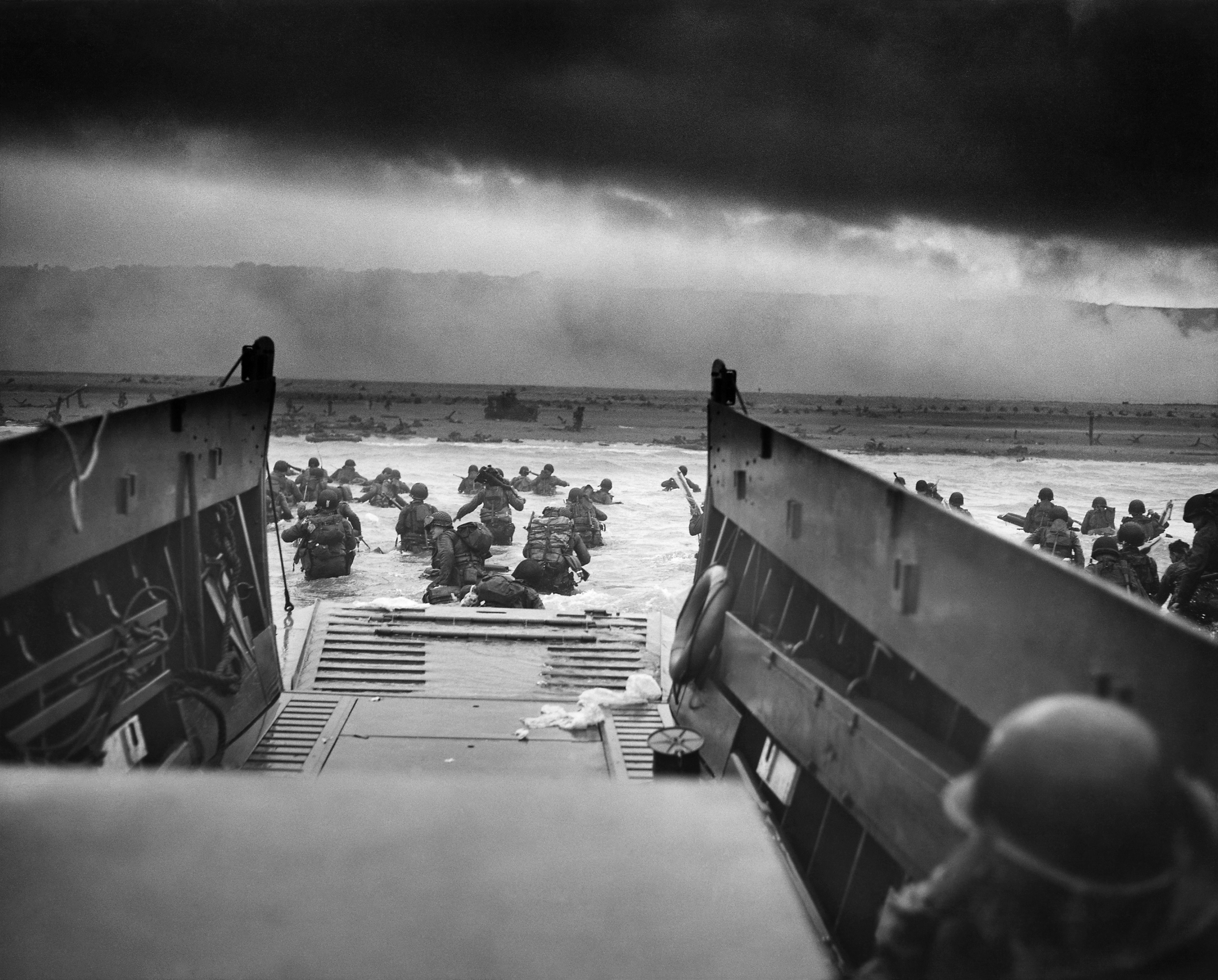
La famosa foto Into the Jaws of Death: truppe della U.S. 1st Division sbarcano ad Omaha Beach.

A partire dalla seconda guerra mondiale le tattiche e gli equipaggiamenti anfibi conobbero un rapido sviluppo. Il primo impiego di mezzi da sbarco britannici vide lo sbarco dei legionari della 13e Demi-brigade e dei carri Hotchkiss H39 di supporto sulla spiaggia di Bjerkvik, vicino a Narvik, il 13 maggio durante la campagna di Norvegia.
La prima grande e vittoriosa operazione anfibia fu invece l'Operazione Ironclad, effettuata dai britannici per strappare il Madagascar alle forze della Francia di Vichy. La forza navale schierava 50 navi, distaccate dalla Force H, dalla Home Fleet e dalla Eastern Fleet, ed era guidata dall'ammiraglio Edward Neville Syfret.

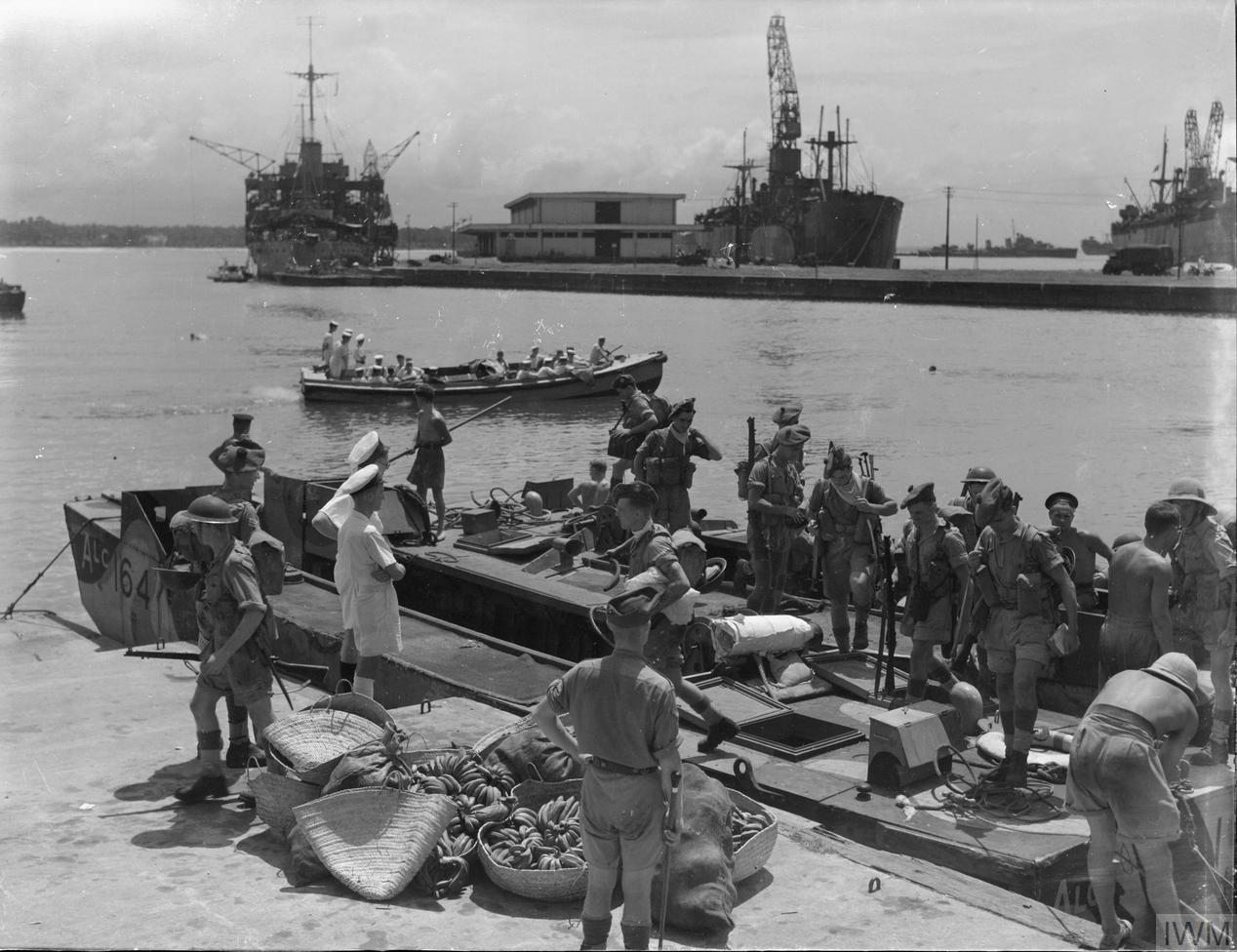
Truppe alleate sbarcano da un Landing Craft Assault (LCA) nel porto di Tamatave, il 19 settembre 1942.

La flotta includeva la portaerei HMS Illustrious, la gemella Indomitable e la vecchia nave da battaglia Ramillies che dovevano coprire lo sbarco. La prima ondata, formata dalla 29th Infantry Brigade e dal No. 5 Commando, scese dai mezzi da sbarco il 5 maggio 1942, seguita dalle ondate successive composte dalla 5th Infantry Division e da Royal Marines. La copertura aerea venne fornita principalmente dagli aerosiluranti Fairey Albacore e Fairey Swordfish, che attaccarono le navi di Vichy.
I mezzi da sbarco specializzati furono tra le imbarcazioni usate per l'l'evacuazione da Dunkerque. Un'operazione anfibia venne tentata nel 1942 nel raid su Dieppe; l'operazione fu un costoso fallimento, ma le lezioni duramente apprese risultarono utili in seguito. Diverse operazioni su piccola scala vennero condotte dagli Alleati sulle coste europee controllate dall'Asse, come i raid sulle Isole Lofoten, contro Saint-Nazaire e contro Bruneval.

#### Mezzi da sbarco della fanteria

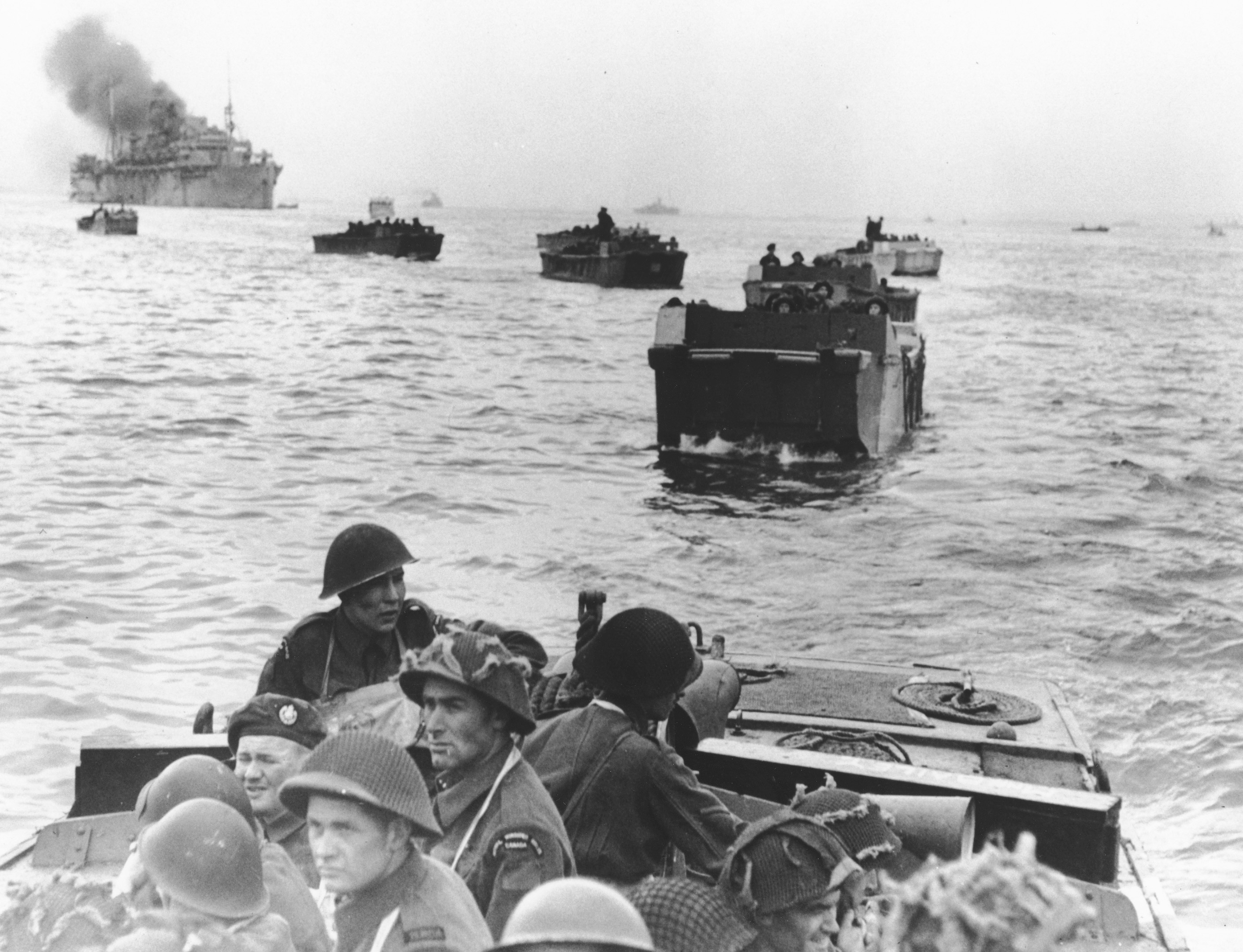
Soldati canadesi sbarcano a Juno Beach da un LCA.

Nel periodo della seconda guerra mondiale furono sviluppati diversi mezzi da sbarco specializzati, sia per la fanteria che per i veicoli. Nel novembre 1938, l'Inter-Service Training and Development Centre propose un nuovo tipo di mezzo da sbarco. Le sue specifiche prevedevano un peso inferiore alle 10 tonnellate, la capacità di trasportare i 31 uomini di un plotone del British Army e 5 Royal Engineers o trasmettitori e la capacità di sbarcare tali uomini in solo 40 centimetri di acqua, in modo che si bagnassero solo fino alle ginocchia. In risposta a queste specifiche venne realizzato il Landing Craft Assault (LCA); una seconda serie di requisiti venne emessa per un mezzo da sbarco per veicoli e materiali, mentre in precedenza i due ruoli erano riuniti nel Motor Landing Craft.

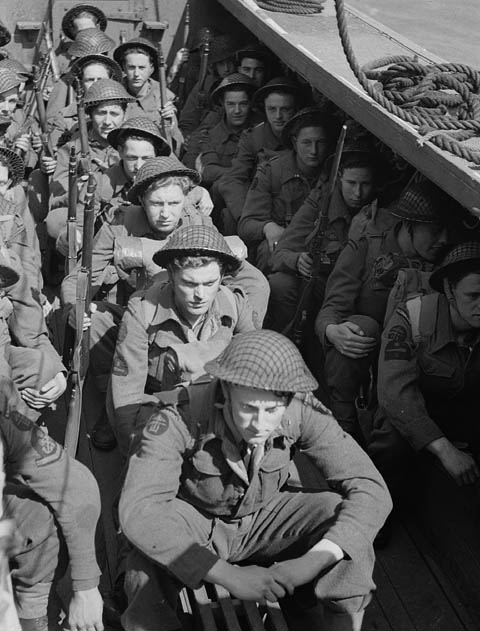
Royal Navy Beach Commandos a bordo di un LCA della 529th Flotilla della Royal Navy.

J. S. White della Cowes costruì un prototipo su progetto Fleming. Otto settimane dopo il mezzo da sbarco venne testato sul Clyde. Tutti i progetti dovevano trovare un compromesso tra due esigenze divergentiː la buona tenuta di mare e, per contro, la capacità di avvicinarsi il più possibile al bagnasciuga. Il mezzo realizzato aveva uno scafo in fasciame in mogano a doppia diagonale. Le fiancate erano rivestite con piastre corazzate di acciaio DiHT, un acciaio temprato basato sul D1.

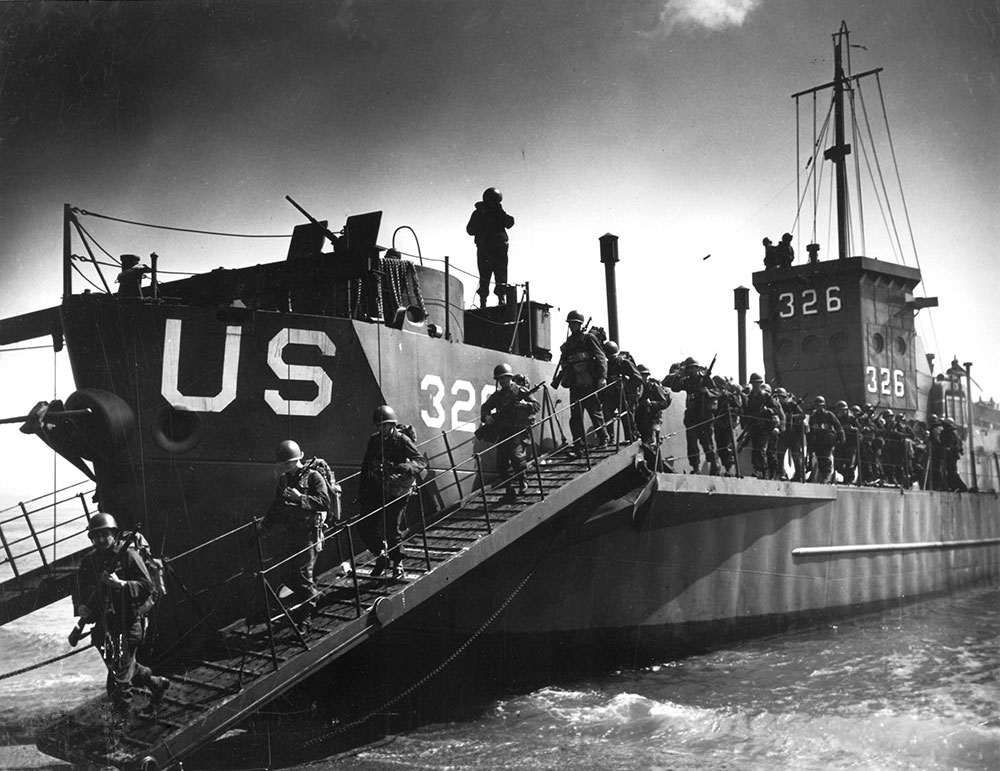
L'USS LCI-326, un Landing Craft Infantry, durante l'addestramento per il D-Day.

Il Landing Craft Assault rimase il mezzo da sbarco più diffuso nella seconda guerra mondiale tra le forze britanniche e del Commonwealth e la più umile imbarcazione iscritta al naviglio della Royal Navy al momento del D-Day. Prima di luglio 1942, ci si riferiva a queste imbarcazioni come "Assault Landing Craft" (ALC), ma in seguito vennero ridenominate "Landing Craft; Assault" (LCA) per uniformare il sistema di nomenclatura inglese ed americano.
Il Landing Craft Infantry era invece un mezzo da sbarco potenziato, sviluppato in risposta al requisito britannico per un'imbarcazione capace di trasportare e sbarcare molte più truppe del più piccolo LCA. Il risultato fu una piccola nave in acciaio, capace di sbarcare 200 fanti e di navigare sul suo scavo a fondo piatto ad una velocità di 15 nodi. Il progetto originale inglese venne concepito come nave "usa-e-getta", totalmente spendibile, per traghettare semplicemente le truppe attraverso il Canale della Manica. Per questi motivi sulla LCI non erano previsti alloggi per le truppe. Questa caratteristica venne modificata subito dopo l'entrata in servizio, quando si comprese che molte missioni richiedevano il pernottamento a bordo.
I primi LCI entrarono in servizio con la Royal Navy e la US Navy nel 1943. Circa 923 LCI vennero prodotti in dieci cantieri americani e 211 di questi furono ceduti con la forma affitti e prestiti alla Royal Navy.

#### Mezzi da sbarco specializzati per veicoli

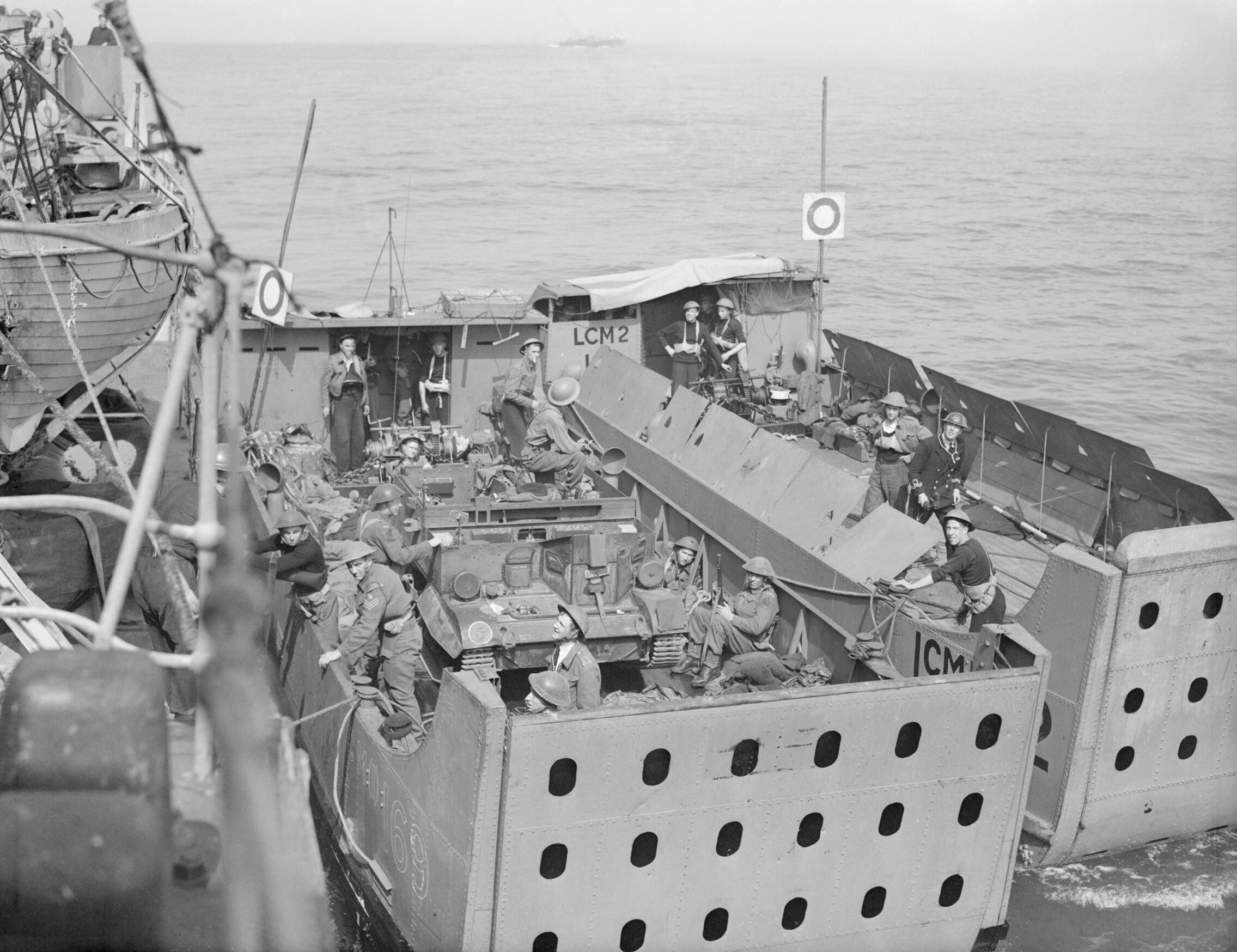
Due LCM 1 in esercitazione prima del raid su Dieppe del 1942. Sulla destra un modello più vecchio, senza la successiva plancia completamente corazzata, ma dotato di piastre corazzate addizionali sulle murate e di una estensione della rampa frontale.

In seguito all'ottimo progetto del LCA per la fanteria, nel 1938 l'attenzione dell'Inter-Service Training and Development Centre si spostò sul mezzo per sbarcare efficacemente carri armati sulla spiaggia. Venne richiesto all'esercito quale fosse il suo carro più pesante utilizzabile in operazioni di sbarco. L'esercito voleva poter sbarcare un carro da 12 tonnellate, ma l'ISTDC, prevedendo un incremento di peso dei futuri carri, fissò per il Mechanised Landing Craft una portata di 16 tonnellate bm. Un'altra specifica prevedeva la possibilità di sbarcare carri e veicoli in meno di 75 cm di acqua.
I lavori di progettazioni iniziarono presso la John I. Thornycroft & Company nel maggio 1938, mentre le prove furono completate a febbraio 1940. Mentre i primi LCM(1) erano motorizzati con due propulsori Thornycroft da 60 hp a benzina, la maggior parte degli esemplari ricevettero motori Chrysler a 6 cilindri in linea. Costruito in acciaio e parzialmente protetto da piastre corazzate, il LCM(1) aveva uno scafo a fondo piatto, con un equipaggio di 6 uomini e poteva trasportare un carro da 16 tonnellate alla velocità di 7 nodi. A seconda del peso del carro, il mezzo da sbarco poteva essere ammainato con il carro direttamente a bordo oppure il carro poteva essere caricato sul mezzo già in mare tramite una gru.

Carro Mk VI Crusader scende dal TLC-124, 26 aprile 1942.

Nel 1940, anche se la Royal Navy disponeva già del LCM(1), il primo ministro Winston Churchill richiese un battello anfibio capace di sbarcare fino a tre carri pesanti da 36 tonnellate, capace di operare in mare autonomamente per almeno una settimana, economico e facile da produrre. L'ammiraglio Loben Maund, direttore del ISTDC che aveva sviluppato il Landing Craft Assault, incaricò l'architetto navale Sir Roland Baker, che in tre giorni completò il progetto iniziale per un mezzo da sbarco lungo 46 m e largo 8,8 m, con un ridotto pescaggio. I cantieri Fairfield e John Brown accettarono di occuparsi della progettazione di dettaglio sotto la guida dell'Admiralty Experimental Works di Haslar. Le prove con i carri confermarono le caratteristiche del mezzo, indicando che poteva navigare a 10 nodi con motori da 700 hp. Il mezzo, designato LCT Mark I, venne ordinato in 20 esemplari nel luglio 1940, seguiti da altri 10 nell'ottobre dello stesso anno.
Il primo LCT Mark I venne varato dalla Hawthorn Leslie a novembre del 1940. Era una nave da 372 tonnellate, con scafo in acciaio saldato ed un pescaggio a prua di soli 90 cm. Le prove in mare dimostrarono che il Mark I era difficile da gestire e, in alcune condizioni marine, totalmente ingovernabile. I progettisti superarono i problemi del Mark I varando il LCT Mark II. Il Mark II, più lungo e più largo, era motorizzato con tre Paxman diesel o Napier Lion a benzina in sostituzione dei Hall-Scotts; piastre corazzate da 6–9 kg vennero aggiunte a protezione della plancia e delle postazioni dei cannonieri.

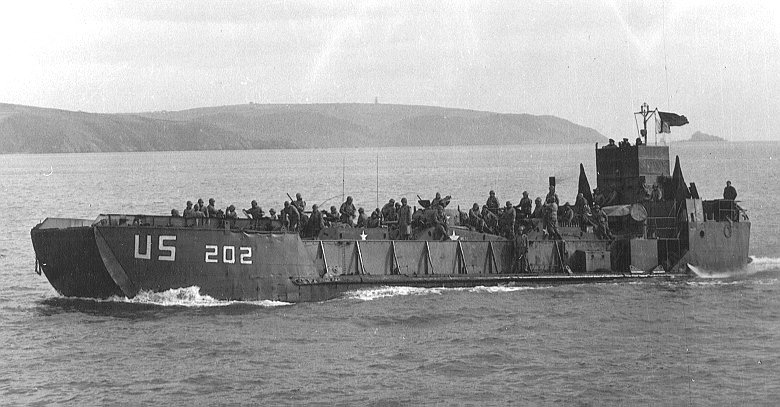
LCT-202 lungo le coste dell'Inghilterra, 1944.

Il LCT Mark III era una versione ingrandita con scafo prolungato con una sezione di 9,8 m, portando la lunghezza fuori tutto a 59 m ed il dislocamento a 640 t. Nonostante il peso maggiore, il mezzo sviluppava una velocità superiore rispetto al Mark I. Il Mark III venne accettato l'8 aprile 1941. Veniva prefabbricato in 5 sezioni. Il LCT Mark IV era leggermente più corto e leggero del Mark III, ma con una larghezza aumentata a 11,81 m ed era inteso per operazioni di traghettamento attraverso canali più che per l'impiego in mare aperto. Testato nelle prime operazioni di assalto, come nello sfortunato raid canadese su Dieppe nel 1942, il mezzo si dimostrò scarsamente manovrabile e portò a preferire versioni più corte, molte delle quali costruite negli Stati Uniti.
Quando gli Stati Uniti entrarono in guerra nel dicembre 1941, la U.S. Navy non disponeva di mezzi anfibi e fu obbligata a valutare i progetti britannici esistenti. Uno di questi, proposto dalla Thornycroft, riguardava un LCT a doppia prua per navi anfibie. Il Bureau of Ships sviluppò rapidamente un mezzo da sbarco basato sul progetto inglese, anche se dotato di una sola rampa prodiera. Il risultato, presentato all'inizio del 1942, fu il LCT Mark V, un battello lungo 35 m, largo 9,7 m, capace di trasportare 5 carri da 30 t o 4 da 40 t o 150 t di materiali. Il mezzo dislocava 286 t, con un equipaggio di 12 marinai ed un ufficiale, ed aveva la caratteristica di poter essere trasportato verso le aree di combattimento stivato su navi cargo in tre sezioni separate oppure preassemblato sul ponte di una LST; il Mark V poteva così essere messo in mare facendo sbandare la LST su una fiancata, facendo scivolare lateralmente in acqua il mezzo, oppure il cargo ammainava separatamente le tre sezioni che poi venivano assemblate in acqua.
Un ulteriore sviluppo portò alla realizzazione della Landing Ship, Tank, realizzata per supportare le operazioni anfibie trasportando un significativo numero di veicoli, materiali e soldati su spiagge non preparate. L'Operazione Dynamo britannica del 1940 dimostrò all'Ammiragliato che gli Alleati necessitavano di navi relativamente grandi, con capacità oceaniche, capaci di sbarcare sulle spiagge del continente europeo carri armati e veicoli. La prima LST costruita per questo compito fu la HMS Boxerː poteva trasportare 13 carri per la fanteria Mk IV Churchill o 27 veicoli oppure 200 uomini (oltre all'equipaggio) ad una velocità di 18 nodi. Una tale capacità di carico aumentò il pescaggio di queste navi, cosicché le tre navi della classe (Boxer, Bruiser e Thruster), ordinate nel marzo 1941, erano dotate di una rampa molto lunga, ripiegata dietro i portelli di prua.
Nel novembre 1941, una piccola delegazione dell'Ammiragliato britannico si recò negli Stati Uniti per mettere in comune le risorse con il Bureau of Ships della US Navy per quanto riguardava lo sviluppo di nuove navi, inclusa la possibilità di realizzare ulteriori Boxer per gli americani. Durante questo incontro si decise che il Bureau of Ships avrebbe sviluppato questo tipo di nave da sbarco per carri. La classe LST(2) americana incorporava elementi delle LCT britanniche, grazie anche alla presenza nella delegazione del progettista inglese Sir Rowland Baker. Questi elementi includevano le alte murate e la buona galleggiabilità, conservata anche con il ponte di carico allagato. Le LST(2), rispetto alle LST(1) Boxer, avevano una velocità di soli 10 nodi con una capacità di carico sovrapponibile ma con un pescaggio a prua di soli 90 cm.
In tre distinti atti, datati 6 febbraio 1942, 26 maggio 1943 e 17 dicembre 1943, il Congresso degli Stati Uniti autorizzò la costruzione delle LST insieme ad una quantità di altre navi ausiliarie, cacciatorpediniere di scorta e mezzi da sbarco vari. L'enorme programma di costruzioni navali prese rapidamente slancio. La priorità assegnata alla realizzazione delle LST(2) fu tale che la chiglia appena impostata di una portaerei venne rimossa dal bacino per fare spazio alle LST. Lo scafo della prima LST venne impostato il 10 giugno 1942 a Newport News ed i primi esemplari vennero varati dagli stessi cantieri in ottobre. Alla fine del 1942 erano state ordinate 23 LST. Leggermente blindate, queste navi potevano navigare autonomamente attraverso l'oceano a pieno carico, trasportando soldati, carri armati e materiali direttamente dagli Stati Uniti alle spiagge. Insieme ad altri 2.000 mezzi da sbarco, le LST consentirono un rapido e sicuro sbarco alle truppe a partire dall'estate 1943.

#### D-Day

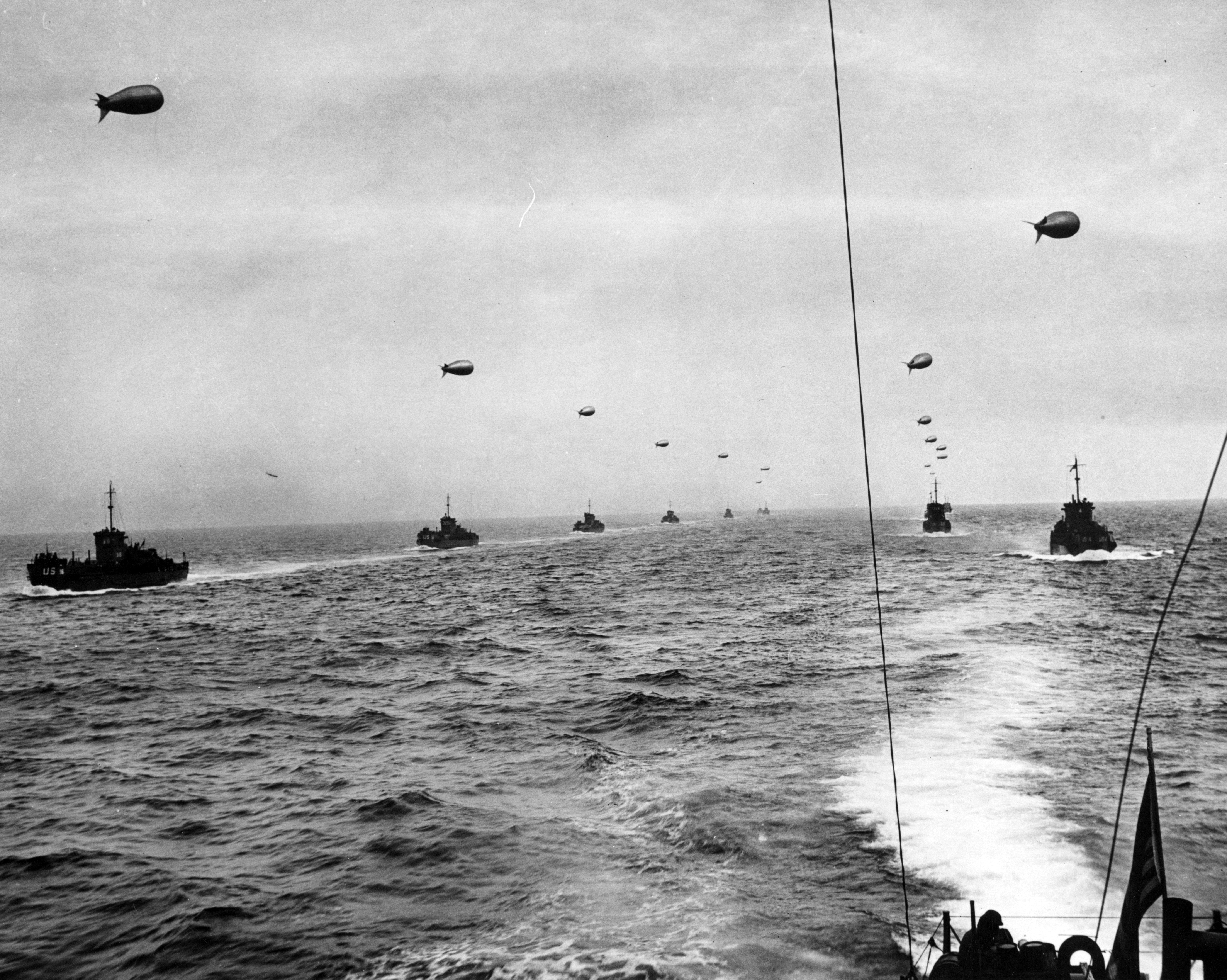
Vasto convoglio di mezzi da sbarco attraversa il canale della Manica il 6 giugno 1944.

Il più famoso assalto anfibio della guerra e di tutti i tempi fu lo sbarco in Normandia del 6 giugno 1944, nel quale britannici, canadesi e statunitensi catturarono le spiagge Utah, Omaha, Gold, Juno e Sword con la più grande operazione anfibia della storia.
La pianificazione per lo sbarco delle truppe e dei rifornimenti (Operazione Neptune), affidata all'ammiraglio Bertram Ramsay, presentava molti elementi innovativi. L'Operazione Pluto, ideata dall'ingegnere capo della Anglo-Iranian Oil Company Arthur Hartley, prevedeva la costruzione di un oleodotto sottomarino sotto la Manica tra Inghilterra e Francia per fornire le enormi quantità di carburante necessarie alle forze alleate sul continente. Gli oleodotti erano considerati necessari per ridurre la dipendenza dalle petroliere, rallentate dal maltempo in mare, vulnerabili agli attacchi dei sottomarini tedeschi e già impegnate nella guerra del Pacifico.
Vennero sviluppati due tipi di oleodotti. Il primo, di tipo flessibile, era costituito da tubi HAIS (Hartley-Anglo-Iranian-Siemens) da 75 mm di diametro, con anima in piombo, pesava 30 tonnellate per chilometro ed era realizzato dalla Siemens Brothers sulla base dei propri cavi telegrafici sottomarini. Il secondo tipo era costituito da tubi in acciaio, meno flessibili ma di simile diametro, e fu sviluppato dagli ingegneri della Iraq Petroleum Company e della Burmah Oil Company.

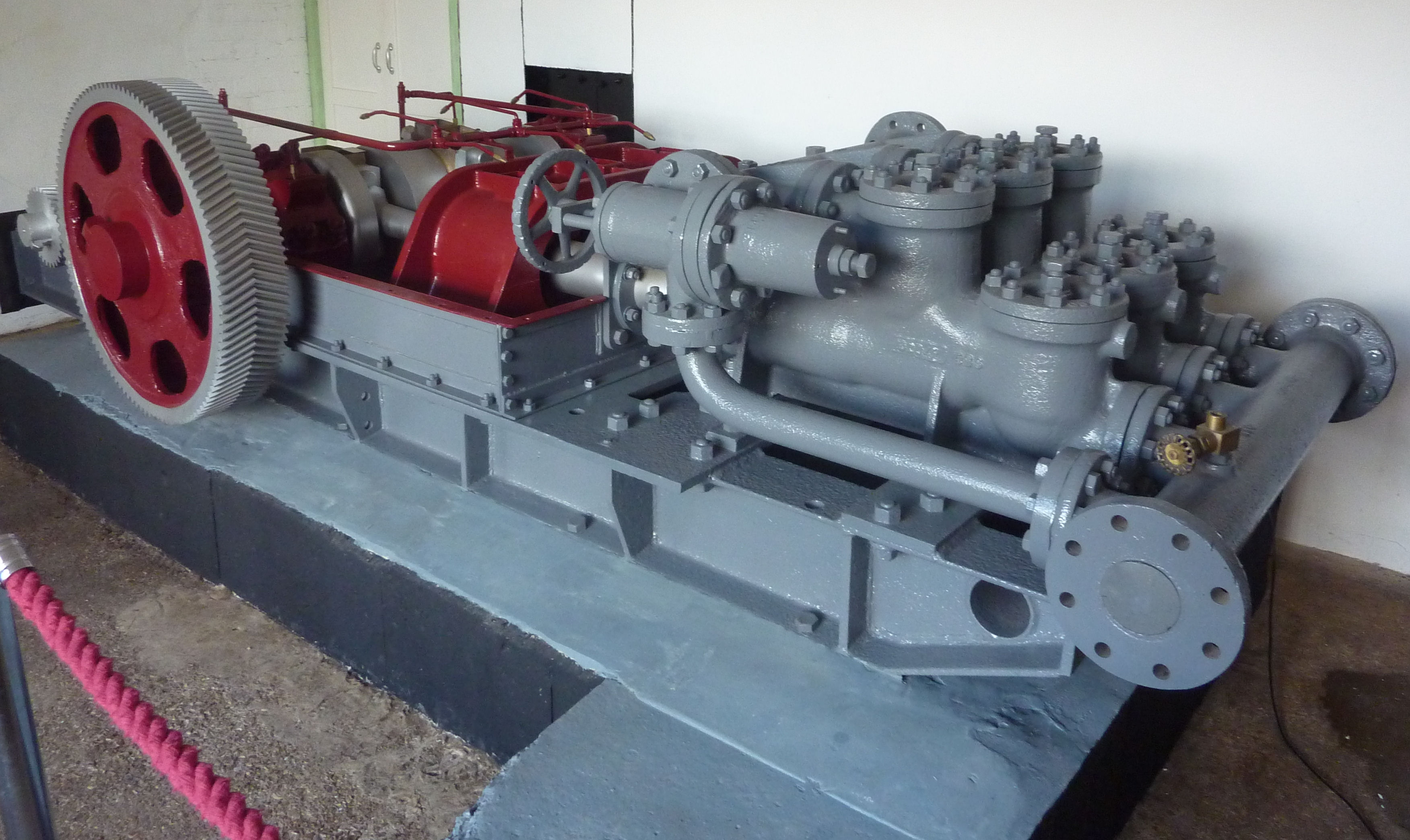
Pompa del sistema PLUTO a Sandown, sull'Isola di Wight.

Nel giugno 1942 la nave posacavi Iris del General Post Office stese alcune sezioni di cavi sia dei tipo Siemens che Henleys nel fiume Clyde. L'oleodotto venne completato con successo ed il PLUTO venne formalmente incluso nei piani di invasione dell'Europa. Il progetto venne ritenuto di importanza strategica, tatticamente avventuroso e, dal punto di vista industriale, molto oneroso. Dopo prove su scala reale con 83 km di tubi HAIS attraverso il canale di Bristol tra Swansea in Galles e Watermouth in North Devon, la prima linea verso la Francia venne lanciata il 12 agosto 1944, sui 130 km che dividono Shanklin Chine sull'Isola di Wight e Cherbourg. Seguirono un'ulteriore linea HAIS e due HAMEL. Mentre i combattimenti si spostavano verso la Germania, vennero stese altre 17 linee (11 HAIS e 6 HAMEL) tra Dungeness ed Ambleteuse, nel Pas-de-Calais.
Nel gennaio 1945 venivano pompate in Francia 300 tonnellate di carburante al giorno, che salirono poi a 3.000, fino ad un massimo di 4.000 al giorno. Anche dopo la fine delle ostilità, oltre 781 000 m³ di benzina furono pompate verso le forze alleate in Europa, fornendo un importante supporto in attesa dell'organizzazione di un sistema stabile di trasporto.

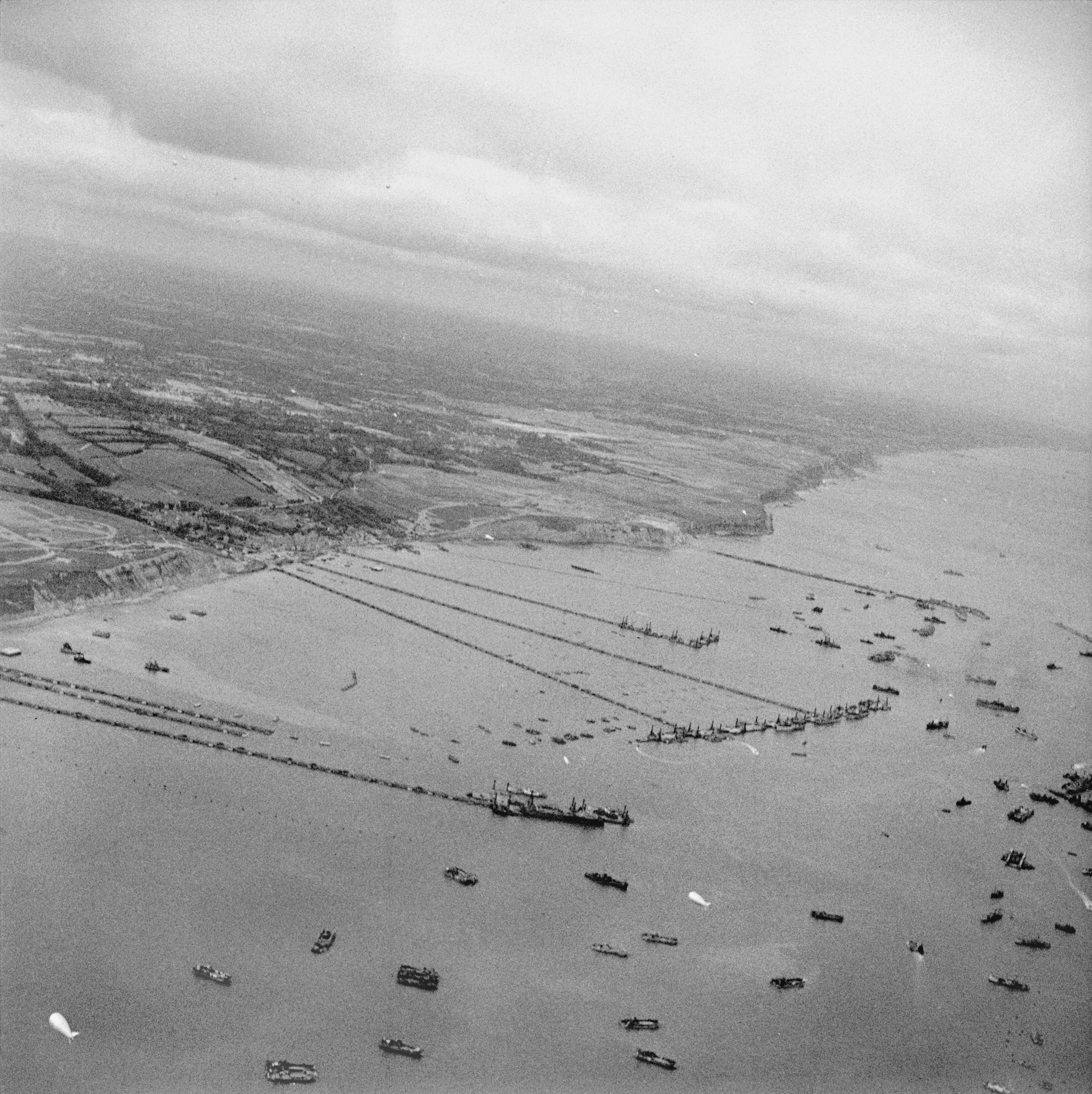
Vista aerea del Mulberry B harbour "Port Winston" nel settembre 1944.

Da un incontro seguito al raid su Dieppe, il vice ammiraglio John Hughes-Hallett dichiarò che se un porto non poteva essere catturato, poteva essere trasportato attraverso il canale della Manica. Quando Hughes-Hallet divenne capo di stato maggiore dell'Operazione Overlord, iniziò a prendere forma il concetto dei porti Mulberry.
I Mulberry Harbour erano pontili prefabbricati mobili, con i quali era possibile fornire una struttura temporanea per il rapido scarico dei materiali sulle spiagge durante lo sbarco in Normandia. Il raid di Dieppe del 1942 aveva dimostrato che gli Alleati non potevano contare di penetrare il Vallo Atlantico per catturare un porto sulla costa del nord della Francia. Il problema era che le grandi navi oceaniche, necessarie al trasporto dei pesanti e voluminosi carichi, necessitavano di fondali profondi e di gru ed infrastrutture per lo scarico, disponibili solo nei pesantemente difesi porti francesi. Così i Mulberry vennero creati per fornire le infrastrutture portuali necessarie alla movimentazione di migliaia di mezzi e veicoli e tonnellate di rifornimenti necessari al sostegno dell'Operazione Overlord e dell'invasione della Normandia. Questi porti prefabbricati vennero dotati di tutte le strutture tipicheː moli, pontili, frangiflutti, strade ecc.
Per questi porti erano necessari enormi cassoni di vario tipo per realizzare moli e pontili, oltre a strutture di connessione per realizzare le strade. I cassoni venivano realizzati in diverse località britanniche, in cantieri già esistenti o direttamente sulle spiagge. Una volta completati, i cassoni venivano rimorchiati attraverso la Manica tramite rimorchiatori verso le coste della Normandia ad una velocità di soli 4,3 nodi. La costruzione, l'installazione e la manutenzione erano a carico dei Royal Engineers.
A partire dal 9 giugno, appena tre giorni dopo il D-Day, furono costruiti due porti denominati Mulberry "A" e "B", rispettivamente ad Omaha Beach e Arromanches. Tuttavia, una grossa tempesta distrusse il 19 giugno il porto americano presso Omaha, lasciando così operativo, benché danneggiato, solo quello inglese Mulberry "B" di Arromanches, in seguito conosciuto come Port Winston. Benché progettato per durare 3 mesi, il porto rimase operativo ben 8 mesi. Nei 10 mesi successivi allo sbarco, venne impiegato per mobilizzare 2,5 milioni di uomini, 500.000 veicoli e 4 milioni di tonnellate di rifornimenti.

#### Altre operazioni anfibie della seconda guerra mondiale
Le altre grandi operazioni anfibie nel teatro europeo ed in quello del pacifico includono:
- Europa:

| Luogo                   | Operazione                                                 | Data                                           | Note |
| ----------------------- | ---------------------------------------------------------- | ---------------------------------------------- | --- |
| Norvegia                | Operazione Weserübung (in tedesco: Unternehmen Weserübung) | 9 aprile 1940                                  | Attacco tedesco a Norvegia e Danimarca |
| Canale della Manica     | Operazione Leone Marino (in tedesco: Unternehmen Seelöwe)  | rimandata indefinitamente il 17 settembre 1940 | Non effettuato per la mancata conquista della supremazia aerea da parte della Germania |
| Creta                   | Operazione Mercury (in tedesco: Unternehmen Merkur)        | 20 maggio 1941                                 | Invasione di Creta da parte delle forze dell'Asse. Principalmente un assalto aereo. La battaglia durò circa 10 giorni |
| Campagna del Nordafrica | Operazione Torch                                           | 8 novembre 1942                                | Tre task forces alleate schierate lungo le coste del Marocco Francese e dell'Algeria |
| Sicilia                 | Sbarco in Sicilia                                          | iniziata nella notte tra 9 e 10 luglio 1943    | La più grande operazione anfibia della guerra in termini di dimensioni della zona di sbarco e per numero di divisioni sbarcate il primo giorno. Vedi anche Operazione Mincemeat (disinformazione), Operazione Ladbroke (sbarco di alianti) e Operazione Fustian (lancio di paracadutisti, con supporto di forze su alianti) |
| Salerno                 | Sbarco a Salerno                                           | 9 settembre 1943                               | Comprendeva due operazioni di supportoː in Calabria (Operazione Baytown, 3 settembre) e Taranto (Operazione Slapstick, 9 settembre). |
| Anzio                   | Sbarco di Anzio                                            | 22 gennaio 1944                                | Testa di ponte inchiodata fino al 23 maggio, rottura del fronte con l'Operazione Diadem |
| Francia meridionale     | Operazione Dragoon                                         | 15 agosto 1944                                 | L'Operazione Dragoon costrinse i tedeschi a ritirarsi ed accelerare la liberazione della Francia. |

- Pacifico:

| Luogo           | Operazione                           | Data             | Note |
| --------------- | ------------------------------------ | ---------------- | --- |
| Malaysia        | Invasione giapponese della Malesia   | 8 dicembre 1941  | ~5.200 soldati giapponesi sbarcati sulle spiagge di Kota Bharu |
| Filippine       | Campagna delle Filippine (1941-1942) | 8 dicembre 1941  | Sbarchi preliminari sull'isola di Batan, poi su quella di Camiguin, Vigan, Aparri e Gonzaga; seguì lo sbarco principale di 43.110 uomini, supportati da artiglieria e da circa 90 carri, su tre punti lungo la costa est del golfo di Lingayen      |
| Guadalcanal     | Campagna di Guadalcanal              | 7 agosto 1942    | |
| Tarawa          | Battaglia di Tarawa                  | 20 novembre 1943 | |
| Atollo di Makin | Battaglia di Makin                   | 20 November 1943 | |
| Filippine       | Campagna delle Filippine (1944-1945) | 20 ottobre 1944  | Dopo la conquista delle Isole Gilbert, di alcune delle Isole Marshall e della maggior parte delle Isole Marianne, gli sbarchi su Leyte e Mindoro permisero a 175.000 uomini di sbarcare attraverso l'ampia testa di ponte di Luzone in pochi giorni |
| Iwo Jima        | Battaglia di Iwo Jima                | 19 febbraio 1945 | |
| Okinawa         | Battaglia di Okinawa                 | 1 aprile 1945    | Una serie di battaglie combattute sulle Isole Ryukyu, includono il più grande assalto anfibio della campagna del Pacifico effettuato il 1 aprile 1945 sull'isola di Okinawa                                                                         |
| Singapore       | Operazione Zipper                    | 28 agosto 1945   | La guerra terminò prima che questo grande sbarco in Oceano Indiano venisse attuato |

### Guerra di Corea

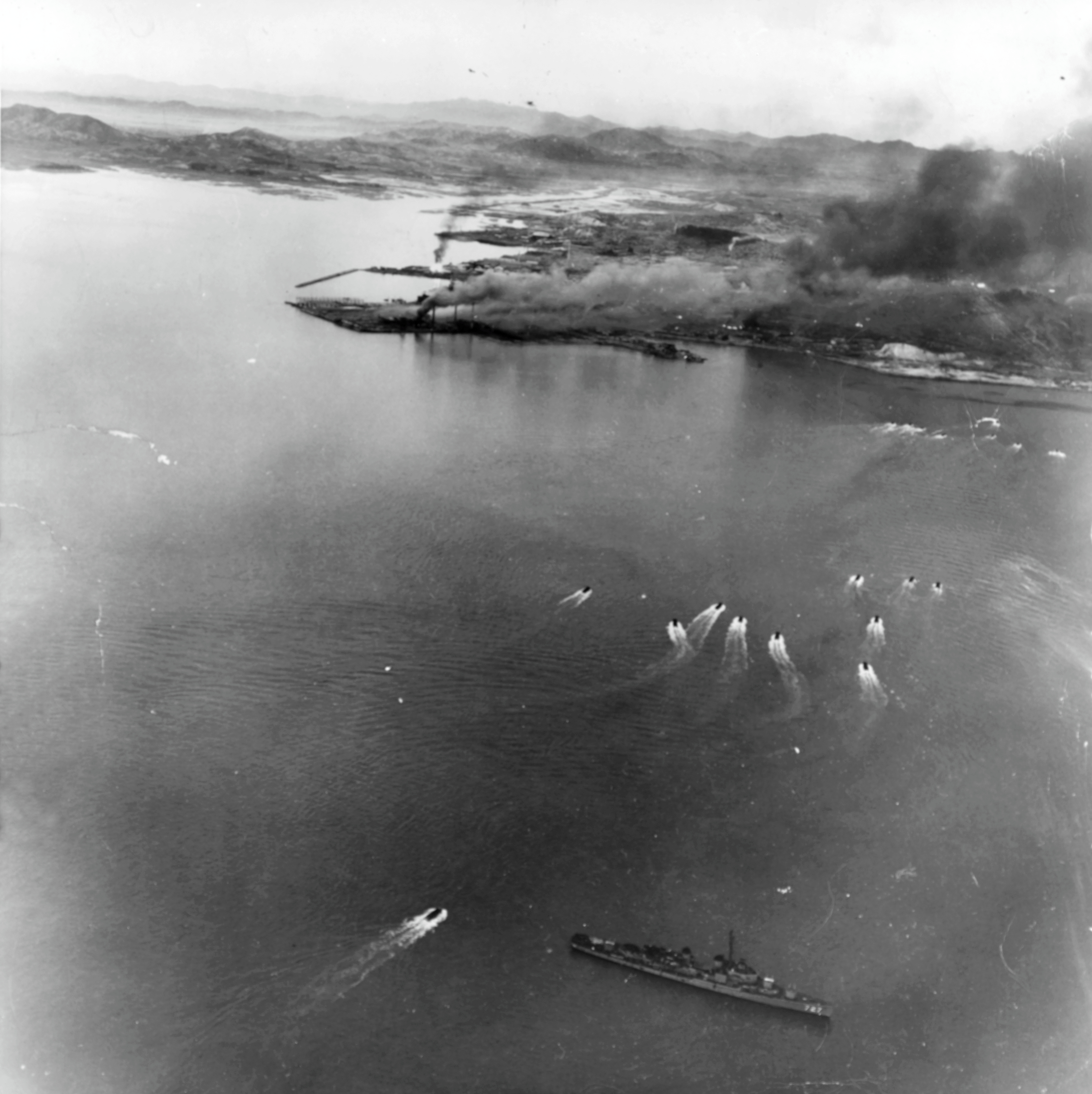
Mezzo da sbarco sulla Blue Beach durante la battaglia di Inchon, il 15 settembre 1950.

Durante la guerra di Corea, l'U.S. X Corps, costituito dalla 1st Marine Divisione e dalla 7th Infantry Division, sbarcò ad Inchon. Concepito e comandato dal generale Douglas MacArthur, questo sbarco è considerato da molti storici militari un capolavoro tattico, una delle più brillanti manovre anfibie della storia.
Il successo di questa battaglia permise di rompere l'accerchiamento di Pusan. Un secondo sbarco portò il X Corps ad avvicinarsi all'invaso di Chosin ed agli impianti idroelettrici che alimentavano buona parte delle industrie pesanti cinesi, causando così l'intervento di Pechino a fianco della Corea del Nord. Altri sbarchi anfibi furono effettuati durante la Prima guerra d'Indocina, in particolare durante l'Operazione Camargue, una delle più imponenti del conflitto.

### Crisi di Suez e guerra delle Falklands
I Royal Marines britannici effettuarono il loro primo sbarco del dopoguerra durante la Crisi di Suez del 1956, quando sbarcarono con successo a Suez il 6 novembre nell'ambito dell'operazione congiunta aeronavale Musketeer.
Nonostante tutti i progressi visti durante la seconda guerra mondiale, vi erano ancora limitazioni fondamentali nei tipi di costa che erano adatte ad operazioni anfibie. Le spiagge dovevano essere relativamente libere da ostacoli, dovevano avere le giuste condizioni di marea e la corretta pendenza. Tuttavia, lo sviluppo dell'elicottero modificò sostanzialmente questi assunti.
Il primo uso di elicotteri in uno sbarco anfibio avvenne proprio durante la crisi di Suez, con l'invasione anglo-franco-israeliana dell'Egitto. Due portaerei leggere britanniche vennero adattate all'impiego di elicotteri e venne creato un battaglione da eliassalto. Due delle altre portaerei coinvolte, la HMS Bulwark (R08) e la HMS Albion (R07), furono convertite alla fine degli anni cinquanta in "commando carriers".
Trent'anni dopo, nella guerra delle Falklands, i fanti di marina argentini attuarono l'Operazione Rosario, sbarcando a Mullet Creek, presso Stanley, il 2 aprile 1982. Più tardi, i Royal Marines (rinforzati dal Parachute Regiment del British Army) sbarcarono a Port San Carlos il 21 maggio 1982, durante l'Operazione Sutton.

### Sbarco a Cipro
Le Forze armate turche effettuarono uno sbarco anfibio il 20 luglio 1974 a Kyrenia, in seguito al Colpo di Stato militare cipriota del 1974. Le forze navali turche fornirono supporto di fuoco durante le operazioni e trasportarono la forza anfibia dal porto di Mersin all'isola; la forza consisteva di 3.000 uomini, carri, APC e pezzi di artiglieria.

### Guerra del Golfo
Durante la Guerra del Golfo, gli americani posizionarono una forza di 40 navi d'assalto anfibio, la più imponente dai tempi della battaglia di Inchon, sulle coste del Kuwait e dell'Arabia Saudita. L'obiettivo di questa manovra era di tenere impegnate 6 divisioni irachene sulla costa del Kuwait, impedendone il rischieramento sul reale fronte d'attacco. L'operazione dimostrativa ebbe successo, bloccando 41.000 iracheni mentre i Marines manovravano attraverso le difese irachene nel sud del Kuwait, aggirando le forze di difesa costiera.

### Guerra d'Iraq

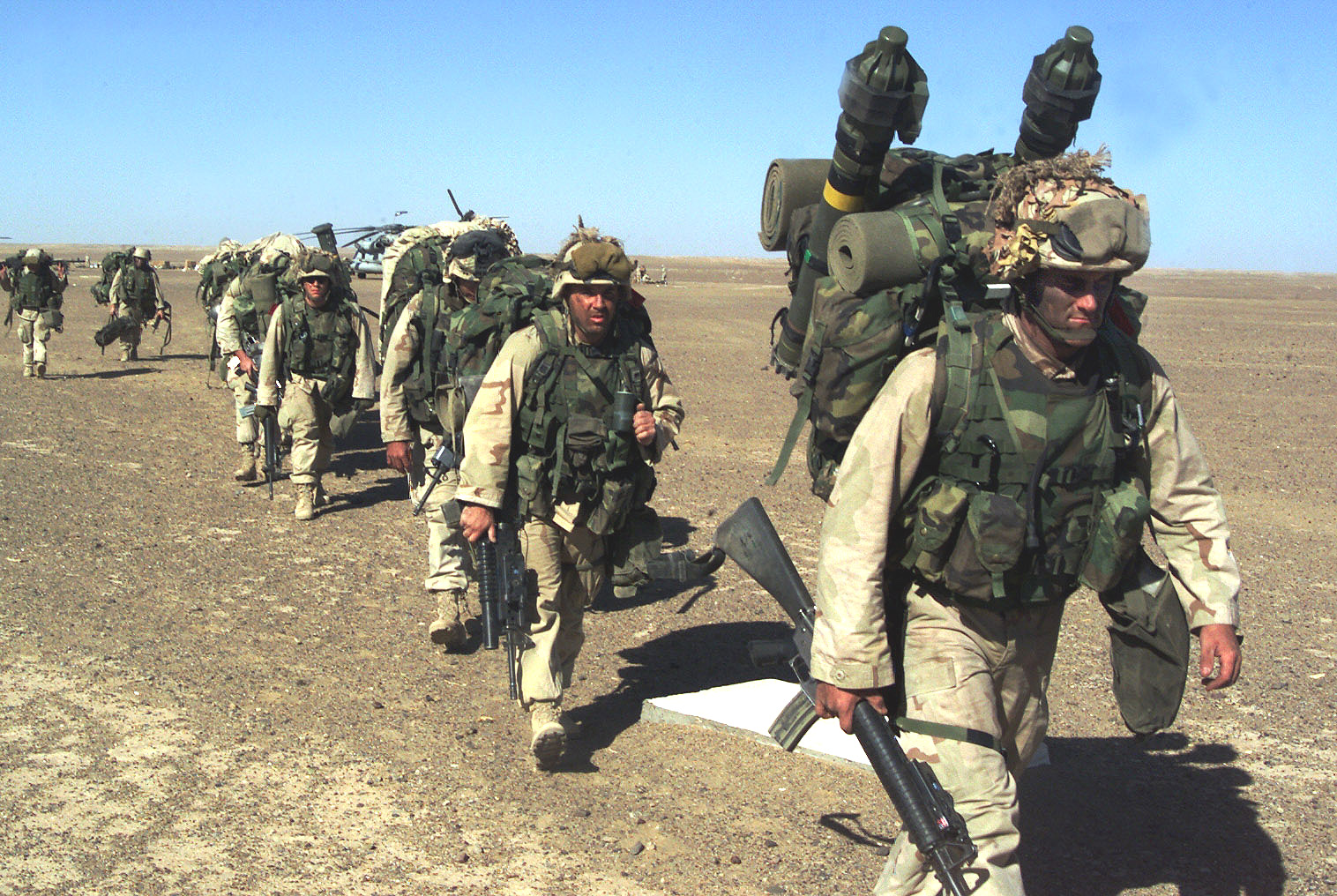
Verso la fine del 2001, il gruppo anfibio della USS Peleliu (LHA-5) inviò a terra la 15th MEU nel nord del Pakistan ed in Afghanistan.

Il 20 marzo 2003, durante l'invasione dell'Iraq, Royal Marines, U.S. Marines e unità delle forze speciali polacche eseguirono un assalto anfibio sulla penisola di Al-Faw.

### Invasione di Anjouan
Il 25 marzo 2008, il governo delle Comore lanciò l'Operazione Democracy in Comoros, appoggiato da truppe dell'Unione Africana, per riprendere il controllo dell'isola di Anjouan e mettere fine alle velleità autonomiste del colonnello Mohamed Bacar.

### Battaglia di Chisimaio
Tra il 28 settembre ed il 1º ottobre 2012, l'Esercito nazionale somalo lanciò in attacco coordinato con milizie alleate e truppe keniote per liberare la città di Chisimaio dal controllo dei ribelli. L'operazione, denominata Operazione Sledge Hammer, iniziò con lo sbarco di truppe somale e keniote nei pressi della città di Chisimaio. Il 1 ottobre infine le forze della coalizione riuscirono a respingere i terroristi Al-Shabaab fuori dalla città.